# Wismar

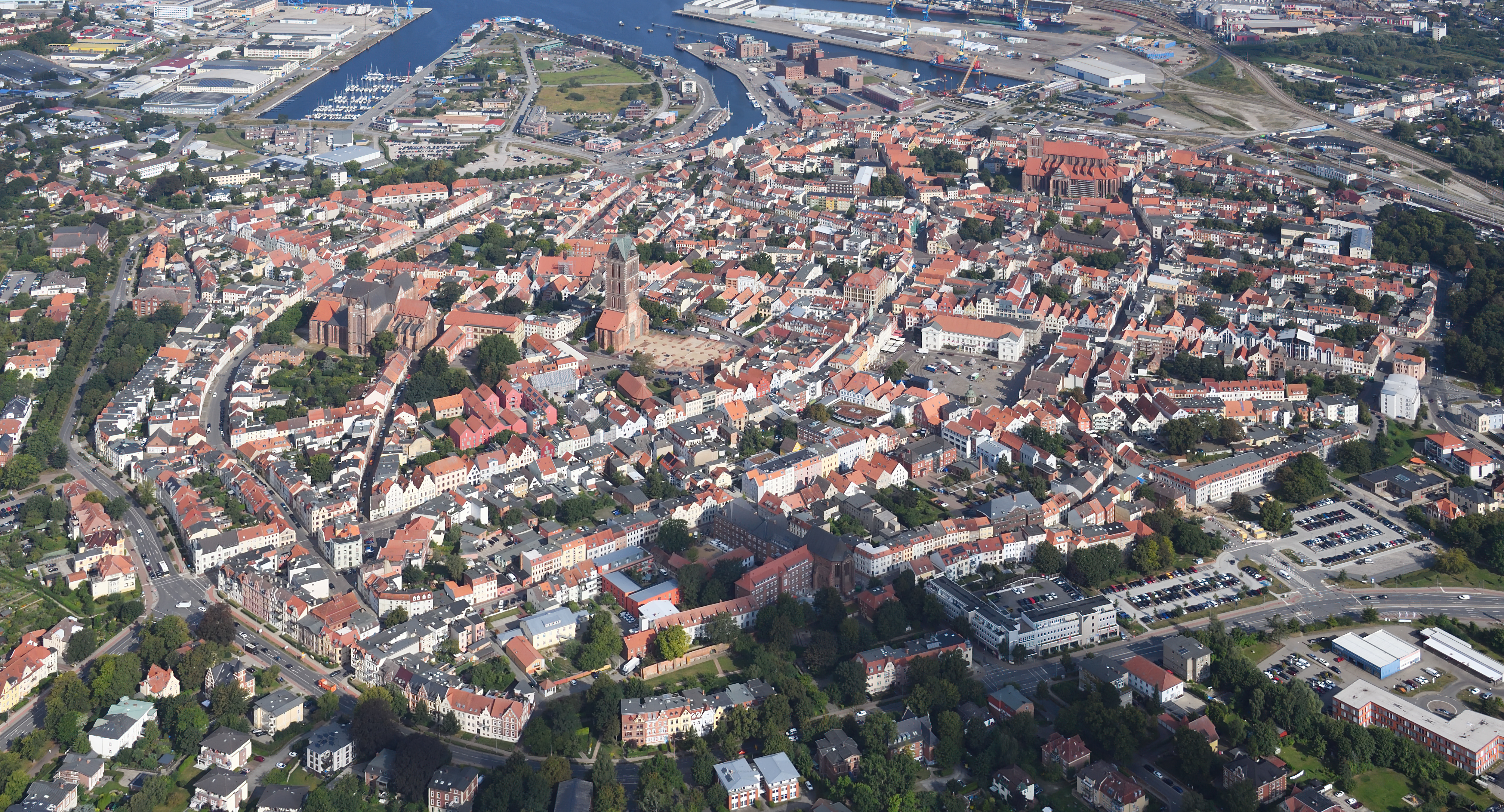
Die historische Altstadt von Wismar aus der Luft gesehen

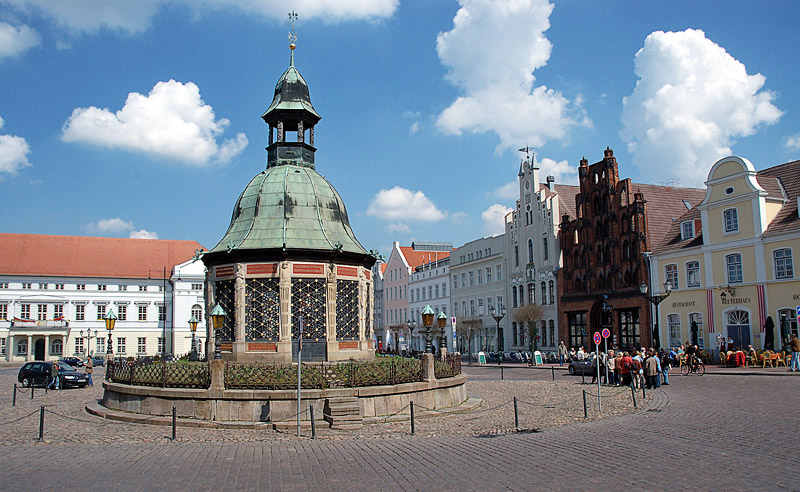
Wismarer Markt in der historischen Altstadt

Die Hansestadt Wismar (plattdeutsch: Wismer) liegt an der Ostseeküste im Landkreis Nordwestmecklenburg im Land Mecklenburg-Vorpommern am südlichen Ende der durch die Insel Poel geschützten Wismarer Bucht. Sie ist die sechstgrößte Stadt von Mecklenburg-Vorpommern und das größte der 18 Mittelzentren des Landes. Die historischen Altstädte von Stralsund und Wismar wurden im Juni 2002 in die Welterbeliste der UNESCO aufgenommenen.
Wismar ist Kreisstadt und Sitz der Hochschule Wismar. Dank der Lage an der Ostsee, ihrer kulturhistorischen Bedeutung und der Altstadt ist Wismar ein häufig besuchtes Ziel des Tourismus in Mecklenburg-Vorpommern – zunehmend auch für Kreuzfahrten. Wirtschaftlich bedeutend sind auch die industrielle Hafen- und Schiffswirtschaft etwa mit den MV Werften und Zulieferern, diverse Maschinenbauunternehmen, die Holzverarbeitung und die Solarindustrie sowie die Gastronomie und der Einzelhandel. Seit 1881 befindet sich in Wismar das Stammhaus der Warenhauskette Karstadt.
Die Ostseestadt Wismar war Mitglied der Hanse und blühte im Spätmittelalter auf. Noch heute sind viele Gebäude aus dieser Zeit erhalten. Nach dem Dreißigjährigen Krieg kam die Stadt im Jahr 1648 unter die bis 1803 (de jure 1903) dauernde schwedische Herrschaft, woran das jährliche Schwedenfest erinnert. Danach gehörte sie zu Mecklenburg-Schwerin. Im Zweiten Weltkrieg wurde sie ab Juni 1940 durch mehrere Luftangriffe getroffen, worunter vor allem das Gotische Viertel mit den Hauptkirchen St. Marien und St. Georgen sowie der Alten Schule litt. Viel ist inzwischen wieder aufgebaut und denkmalgerecht saniert worden.

## Geografie
Die Stadt liegt an der Südspitze der gleichnamigen Wismarer Bucht an der Ostsee. Hier münden der Bach Köppernitz und die im Gründungsjahrhundert künstlich geschaffene Stadtgrube, gespeist aus dem Mühlenteich, in die Hafenbecken zur Ostsee. Der 1577 vom herzoglichen Hofbaumeister Tilemann Stella begonnene Kanalausbau zum Schweriner See fließt östlich der Altstadt in die Ostsee. Er wurde zunächst Viechelnsche Fahrt genannt, erst ab dem 19. Jahrhundert bürgerte sich der Name Wallensteingraben ein. Der Kanal hatte einen Höhenunterschied von 38 Metern zu überwinden und erwies sich als unwirtschaftlich und versandete in der Folge. Trotzdem bestehen bis heute Kanalpläne, zuletzt 2008 durch eine Machbarkeitsstudie, die die Kreisverwaltung des Landkreises Nordwestmecklenburg in Auftrag geben wollte. Doch die notwendigen Mittel zum Bau und Unterhalt der umstrittenen Wasserstraße zur Ostsee fehlten. Im Stadtgebiet befinden sich mehrere kleinere und zwei größere stehende Gewässer, der Mühlenteich und der Viereggenhöfer Teich.

### Stadtgliederung
Wismar ist in acht Stadtteile gegliedert, die jeweils in Stadtteilgebiete unterteilt sind:
- Altstadt mit dem Stadtteilgebiet Altstadt
- Wismar Nord mit den Stadtteilgebieten Fischkaten, Redentin, Müggenburg, Eiserne Hand, Schwanzenbusch, Haffeld Süd und Haffeld Nord
- Wismar Ost mit den Stadtteilgebieten Wismar Ost und Kagenmarkt
- Dargetzow mit den Stadtteilgebieten Dargetzow, Kritzowburg und Groß Flöte
- Wismar Süd mit den Stadtteilgebieten Wismar Süd, Kluß und Rothentor
- Friedenshof mit den Stadtteilgebieten Friedenshof und Dammhusen
- Wismar West mit den Stadtteilgebieten Burgwall, Weidendamm, Köpernitztal und Lübsche Burg
- Wendorf mit den Stadtteilgebieten Wendorf, Hinter Wendorf, Hoben und Insel Walfisch

## Geschichte

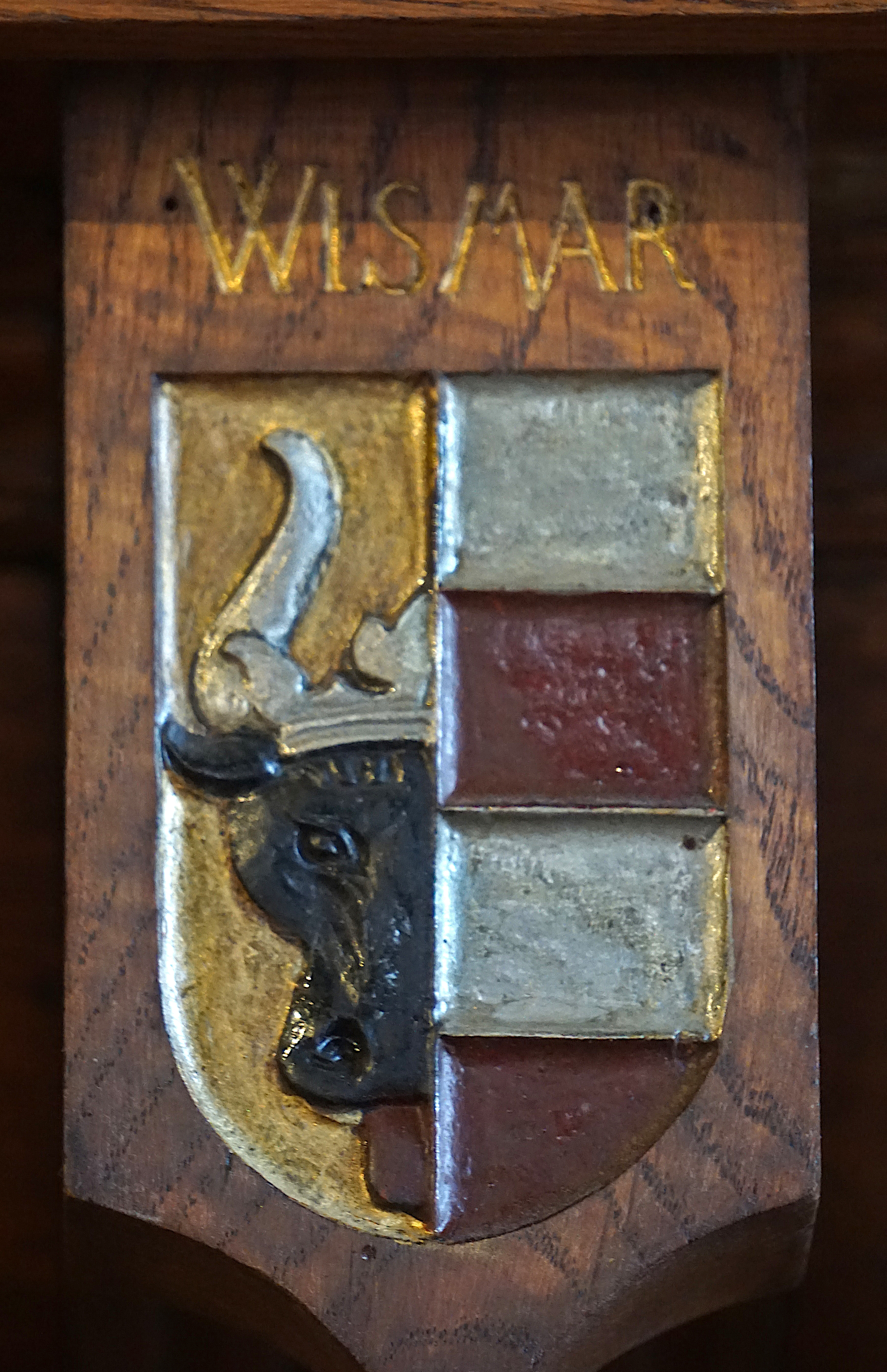
Wappen von Wismar im Plenarsaal des altstädtischen Rathauses in Danzig

### Name
Wismar wurde früher u. a. Visemêr, Wismar (1147, 1167), Wyssemaria (1229) oder Wismaria (1237) genannt. Die Herkunft des Stadtnamens ist nicht eindeutig; er soll sich vom östlich der Stadt gelegenen Bach aqua Wisemaraa ableiten.
Die vermutete Ansiedlung Alt Wismar aus einer Urkunde von 1167 kann später in der neuen Stadt aufgegangen sein.
Seit 1990 trägt die Stadt wieder den Namenszusatz Hansestadt.

### Stadtgründung
Die Region um Wismar ist jahrtausendealtes Besiedlungsgebiet. Nach dem Abzug der Germanen in der Völkerwanderung lebten hier bis zum Ende des 12. Jahrhunderts Obodriten (Elbslawen).
Die Stadtgründung, geschätzt auf 1226, geht vermutlich auf den Fürsten Heinrich Borwin I. zurück. Die hier angesiedelten Menschen stammten – ihren Familiennamen nach – wohl aus Holstein, Westfalen, Niedersachsen und der Mark Brandenburg. Im Jahr 1229 wurde die Stadt Wismar erstmals urkundlich erwähnt. Kurz darauf wurde in Wismar das Lübische Stadtrecht eingeführt, 1266 bestätigt. Die einzelnen Siedlungen um St. Marien und St. Nikolai wuchsen bis 1238 zusammen.

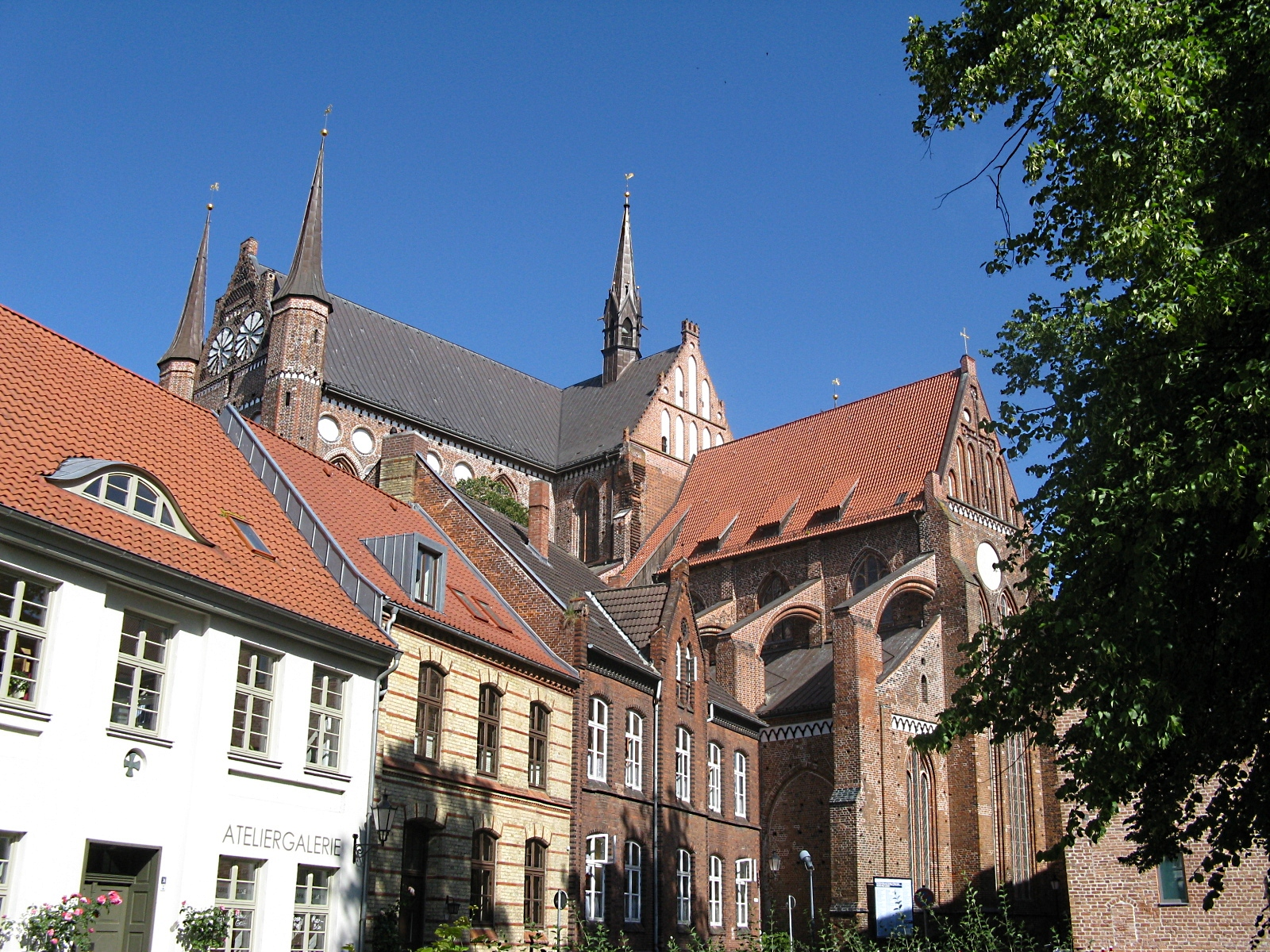
Wiederaufgebaute St.-Georgen-Kirche, historischer Ausgangspunkt der Wismarer Neustadt

Durch den Zuzug von Siedlern kam ab 1250 die Neustadt um St. Georgen hinzu. In Wismar bestanden Klöster der Bettelorden der Franziskaner (seit 1251/1252, „Graues Kloster“) und Dominikaner (seit 1292/1293, „Schwarzes Kloster“). Fürst Johann I. von Mecklenburg verlegte 1257 seine Residenz von der Burg Mecklenburg auf den Weberkamp vor der Stadt, und Wismar blieb bis 1358 die Residenzstadt der Herzöge. Im Jahr 1267 war der erste große Stadtbrand, der Wiederaufbau erfolgte mit vielen Backsteinhäusern. Mit der Errichtung einer alle Viertel umschließenden Stadtmauer, deren Verlauf heute noch die Begrenzung der Altstadt darstellt, war 1276 die erste Siedlungsphase beendet und Wismar hatte seine bis ins 18. Jahrhundert gültige Ausdehnung erreicht.

### Hansezeit

Wismar zur Zeit der Hanse

Wismar wurde im Mittelalter ein wichtiges Mitglied der Hanse. Die Hansezeit Wismars begann, als sich am 6. September 1259 in Wismar Gesandte aus Lübeck und Rostock trafen, um einen Schutzvertrag gegen die zunehmende Seeräuberei zu schließen. Wismar bildete 1280 an der Hansischen Ostseestraße zusammen mit Stralsund, Rostock, Lübeck und Hamburg den Wendischen Städtebund. Der 1283 folgende Rostocker Landfrieden stabilisierte die Zusammenarbeit der Hansestädte.
Nach einem Aufstand von 1310 gegen Henrich II. von Mecklenburg musste sich Wismar 1311 dem Herzog unterwerfen. Etwa 2000 Einwohner starben 1350 am Schwarzen Tod. An den kriegerischen Auseinandersetzungen der Hanse mit Dänemark nahm Wismar mit den Städten des Wendischen Viertels teil. Nach dem Frieden von Stralsund besuchte Kaiser Karl IV. 1375 die Stadt.

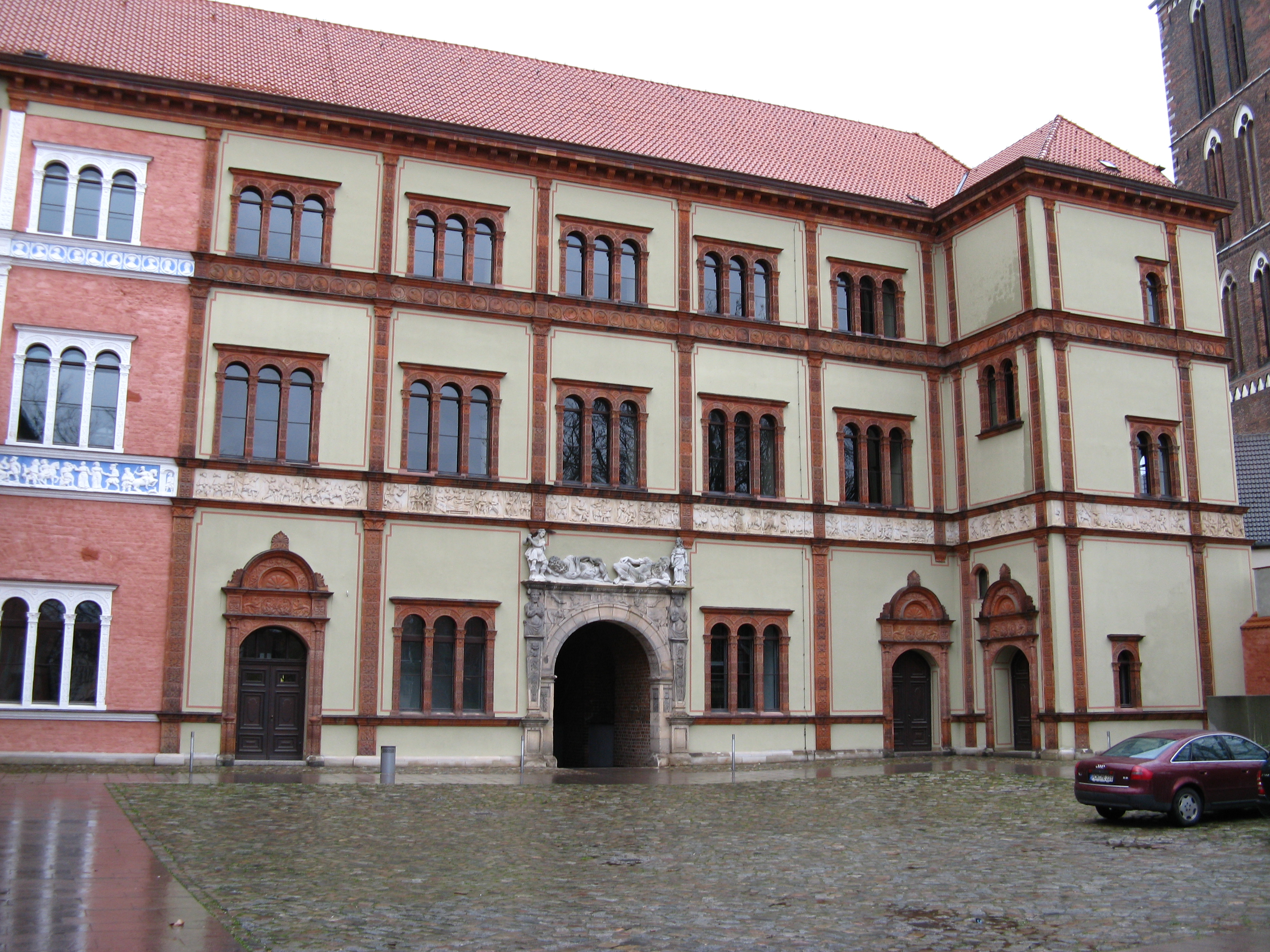
Fürstenhof im mecklenburgischen Johann-Albrecht-Stil, 16. Jahrhundert

Anfang des 15. Jahrhunderts begehrten die Handwerksämter unter ihrem Anführer Claus Jesup auf und setzten einen Neuen Rat ein, der sich gegen das Patriziat und die Fernhändler jedoch dauerhaft nicht halten konnte. Die Unruhen eskalierten 1427 nach der Niederlage der hansischen Flotte erneut, und in Wismar wurden der Flottenführer wie auch der Bürgermeister Johann Bantzkow auf dem Richtblock des Marktplatzes hingerichtet.
Da die effektive Erhebung von Steuern für Landeszwecke, deren Aufkommen vor allem von Handelsumsätzen städtischer Kaufleute und von Löhnen freier Städter herrührte, der Kooperation der städtischen Finanzbehörden bedurfte, stand die Einführung oder Veränderung jeder einzelnen Steuer unter dem Vorbehalt der Zustimmung der Landstände, wozu Wismar gehörte, auf deren Landtagen. Ihre Entstehung geht auf den Beginn des 14. Jahrhunderts zurück, als die Ritterschaft, die Gesamtheit der Vasallen in Mecklenburg, die sich seit dem 13. Jahrhundert unregelmäßig versammelte, Vertreter der Städte hinzuzog, die die Landschaft bildeten. Seit der Einigung Mecklenburgs unter Heinrich IV. Die Stände der drei Teilherrschaften Mecklenburg (Mecklenburgischer Kreis), Wenden (Wendischer Kreis) und Stargard (Stargardscher Kreis) versammelten sich 1471 zunehmend zu gemeinsamen Landtagen, bevor sie 1523 eine Union bildeten, um der unmittelbar bevorstehenden erneuten dynastischen Zergliederung des Landes durch Albrecht VII. entgegenzuwirken.
Die Reformation ging in Wismar von den Franziskanern aus. Der Mönch des Grauen Klosters Heinrich Never übernahm frühzeitig die neue lutherische Lehre. Das Graue Kloster wurde um 1540 zur Schule und dann zur Lateinschule.
Der Kanalbau der Viechelner Fahrt, heute Wallensteingraben genannt, wurde 1594 als Wasserstraße zum Schweriner See und zur Elbe in Betrieb genommen, verfiel jedoch kurz darauf wieder.

### Schwedenzeit

Die Festung Wismar um 1716

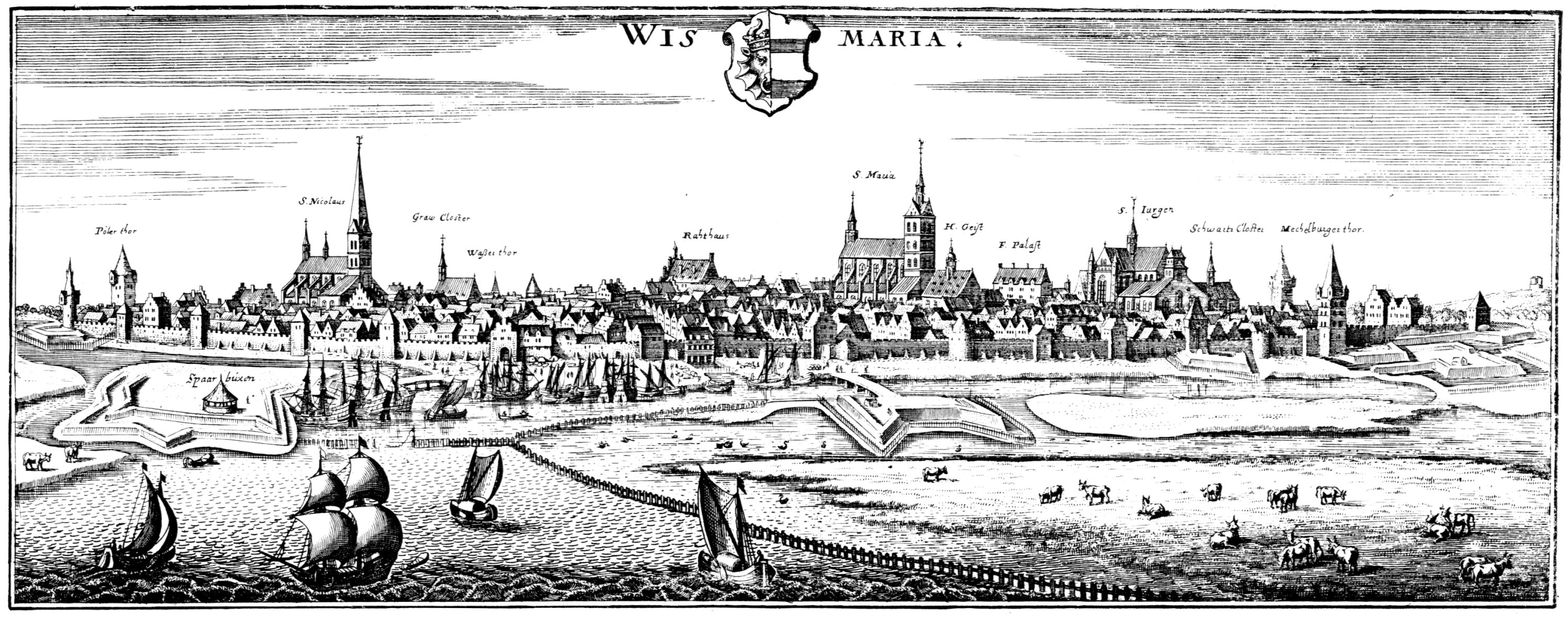
Wismar 1640

Im Dreißigjährigen Krieg wurde Wismar 1627 von kaiserlichen Truppen besetzt. Schweden eroberte 1627 die Stadt, und die Schwedische Krone erhielt Wismar nach Ende des Dreißigjährigen Krieges im Westfälischen Frieden 1648 als deutsches kaiserliches Lehen. Ab 1653 war die Stadt Sitz des Obertribunals.
Im Schonischen Krieg wurde Wismar 1675 von den Dänen erobert und blieb bis November 1680 dänisch besetzt; danach kam Wismar wieder an Schweden und wurde unter schwedischer Regierung zu einer der stärksten Seefestungen ausgebaut.
Die Dänen siegten 1711 vor der Stadt im Gefecht bei Lübow über die Schweden. Die Stadtbefestigungen konnten nicht erobert werden, wurden aber nach der schwedischen Niederlage im Nordischen Krieg geschleift, nachdem das belagerte Wismar 1716 im Pommernfeldzug 1715/1716 von preußisch-dänischen Truppen eingenommen worden war.
Die schwedische Herrschaft über Wismar endete de facto 1803, als Schweden die Stadt mit dem Malmöer Pfandvertrag für 99 Jahre an das Herzogtum Mecklenburg-Schwerin verpfändete. Formal fiel Wismar 1903 an Deutschland zurück und Schweden verzichtete auf die Einlösung des Pfandes. Wismar feiert deshalb jährlich das Schwedenfest.

### Von 1803 bis 1933

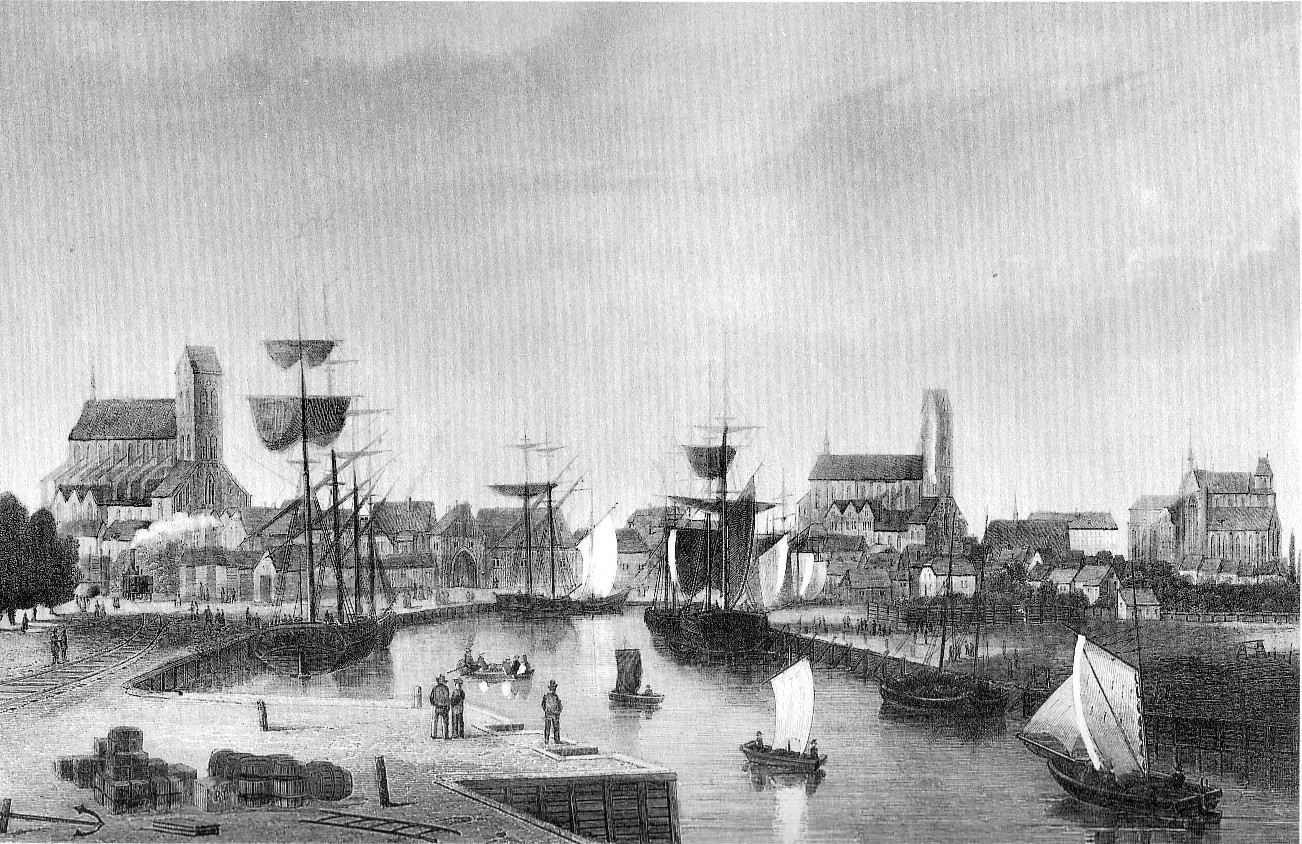
Stadtansicht um 1850

Ab 1806 besetzten napoleonische Truppen Mecklenburg und Wismar; 1813 zogen diese wieder ab. Wirtschaftlich geschwächt durch Schweden- und Besetzungszeiten verfielen die Bauten; Schifffahrt, Brauerei und Handel erlebten einen Niedergang. Das Wismarer Rathaus von 1350 stürzte 1807 ein; 1819 entstand der Neubau. Der Einfuhrzoll blieb bis 1867 erhalten, als Mecklenburg dem Norddeutschen Bund beitrat.
Ab 1815 wurde mit der Anlage des Lindengartens begonnen. 1816 fand in Wismar das erste mecklenburgische Musikfest mit der Aufführung des Joseph-Haydn-Oratoriums Die Schöpfung in St. Nikolai statt. Daraus entwickelte sich der 1818 gegründete zweitälteste Musikverein Deutschlands. 1821 wurde das Hammersche Badeschiff in Wendorf eingeweiht. Bis 1850 war diese Attraktion in Betrieb. Die städtische „Ersparniß-Anstalt“ im Rathaus nahm 1825 ihren Betrieb auf und 1831 entstand südlich der Altstadt der Friedhof Wismar vor dem Mecklenburger Tor. Als Teil der Stadtmauer wurde dieses 1869 im Zuge der Entfestigung der Stadt abgerissen. Die Eröffnung des Theaters fand 1842 an der Mecklenburger Straße statt, es brannte 1948 ab.
Die Hansestadt beantragte 1827, wieder in die Landschaft, aus der Wismar unter schwedischem Regiment ausgeschieden war, aufgenommen zu werden, drang damit aber zunächst nicht durch. Die erste gepflasterte Straße nach Schwerin entstand 1834, die nach Brüel 1844. Danach folgten 1846 die Straßen nach Kröpelin und 1847 nach Lübeck.
Im Jahr 1836 gründete sich ein Eisenbahnkomitee und 1846 bekam das Großherzogtum Mecklenburg-Schwerin seinen ersten Bahnanschluss (Berlin-Hamburger Eisenbahn). Am 1. Mai 1847 wurde die Bahnstrecke Hagenow–Holthusen–Schwerin eröffnet. Am 12. Juli 1848 wurde die 33 km lange Bahnstrecke Ludwigslust–Wismar eröffnet und am 13. Mai 1850 die 70 km lange Bahnstrecke Bad Kleinen–Rostock.
Von 1848 bis zur Eröffnung des heutigen Bahnhofsgebäudes 1857 wurden andere Gebäude verwendet. Die Eisenbahnstrecke nach Rostock entstand 1883 und 1887 nach Karow.
Im Hafen wurde 1862 der erste Speicher und 1888 das neue großherzogliche Zollamt errichtet. Der Alte Hafen von ca. 1775 konnte bis 1893 um den Neuen Hafen sowie ab 1909 um den Holzhafen und den Westhafen ergänzt werden; 1927 entstand das Seegrenzschlachthaus. Die neuen Speicher, der Löwe-Speicher von 1935, der hohe Ohlerich-Speicher von 1938 und der Kruse-Speicher von 1940, sollten den Getreidetransport beleben, der Umschlag stagnierte jedoch. Das im Krieg beschädigte Seegrenzschlachthaus musste 1951 demontiert werden. Die Schwedenköpfe in der Hafeneinfahrt wurden 1902 beschädigt, kamen in das Museum und wurden 1903 als Kopien an gleicher Stelle wieder aufgestellt.
Auch in Wismar kam es 1830 zu Unruhen, als die Julirevolution stattfand. Die Stadt bekam eine neue Verfassung und durch militärisches Eingreifen wurden die Demonstrationen aufgelöst.
Im Jahr 1842 entstand eine Lithographische Anstalt durch den Apotheker Friedrich Ferdinand Carl Wüstney; sie produzierte die bekannten Wismarer Spielkarten. Der Apotheker Carl Friedrich eröffnete 1845 Framm die Neue Apotheke (heute Hirsch-Apotheke).
Der Raddampfer Obotrit fuhr 1847 nach Stockholm, und 1848 fand eine Zeit lang ein regelmäßiger Fährverkehr nach Kopenhagen statt.
Durch das mecklenburgische Schulzwanggesetz wurde 1855 auch in Wismar die Schulpflicht eingeführt.
Die städtische und Freiwillige Feuerwehr Wismar nahm 1859 ihren Betrieb auf. Wismar ist seit 1820 Garnisonsstadt und 1851 wurde vor dem Altwismartor ein neues Militärlazarett fertiggestellt (heute Sitz der Polizeiinspektion Wismar). Die ersten Quartierhäuser (Kasernen) entstanden 1881 und 1882.
Rudolph Karstadt eröffnete 1881 in Wismar sein erstes Tuchgeschäft und 1908 errichtete er in Wismar sein erstes Kaufhaus, womit er den Grundstock für die Warenhauskette Karstadt legte.
Von 1869 bis 1904 wurde die Stadtmauer einschließlich Wehrtürmen und Stadttoren abgerissen. Mauerreste, ein Wehrturm und das Wassertor blieben erhalten. Die Post bekam 1888 ihr noch heute benutztes Gebäude.
Wismar hatte 1350 seine jüdischen Mitbewohner der Stadt verwiesen. Die Stadt beschloss 1876 jedoch, dass Juden ungehindert Zugang und Zuzug zur Stadt haben (→ jüdische Emanzipation).

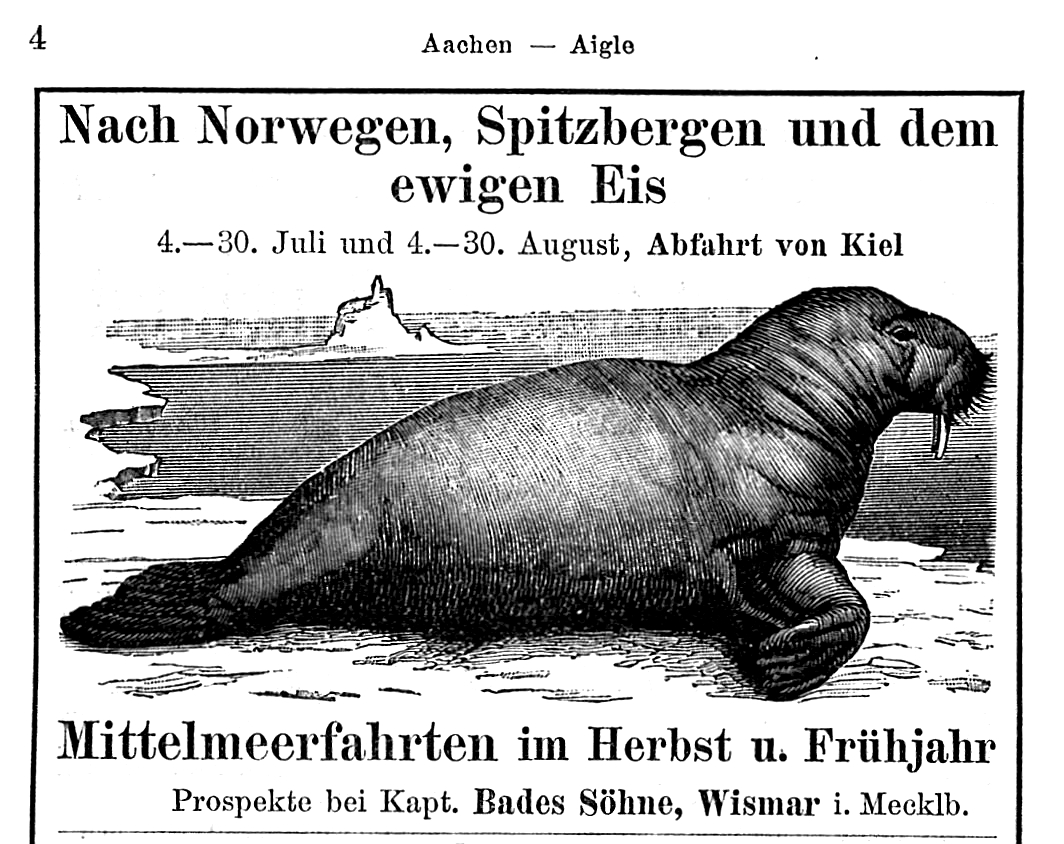
Werbung der Wismarer Firma Kapt. Bades Söhne für Polar- und Mittelmeerfahrten mit der Thalia

Heinrich Podeus eröffnete 1870 die Wismarer Kohlenhandelsgesellschaft und kaufte 1879 die Eisengießerei und Maschinenfabrik Crull & Co. von 1853, die 1895 zweihundert Beschäftigte hatte. Ein Säge- und Hobelwerk kam 1844 hinzu und eine Dampfschifffahrtsgesellschaft, die 1905 zehn Schraubendampfer besaß. Podeus gründete 1893 eine Eisenbahnversuchsanstalt, die ab 1894 als Waggonfabrik firmierte (1911 Aktiengesellschaft). Der 1892 auf die Initiative von Podeus gegründete Wismarer Kanalbauverein wollte die Fertigstellung des nicht fertiggestellten Kanals vom Schweriner See bis zur Ostsee bewirken. Im Jahr 1902 entstand die Podeus’sche Maschinenfabrik, andere Werke wurden ausgebaut. In den Podeus’schen Unternehmen arbeiteten bis zu 1600 Mitarbeiter. Die Unternehmen mussten in der Weltwirtschaftskrise liquidiert werden.
Die Zuckerfabrik stammt von 1889, der Schlachthof von 1888. Mit Wirkung ab 1. Juli 1897 wurde Wismar wieder in die Landschaft aufgenommen, gehörte aber als Seestadt wie schon Rostock keinem der drei Kreise an, in die sich die anderen Städte mit Landstandschaft, die so genannten Landstädte, gliederten, und war wie diese mit Sitz und Stimme auf den Landtagen bis 1918 vertreten. Die erste Wasserleitung kam 1897, dazu ein Wasserwerk mit Wasserturm, der bis 1929 in Betrieb blieb.

### 1933 bis 1945

Zusammentreffen britischer und sowjetischer Truppen bei Wismar am 3. Mai 1945

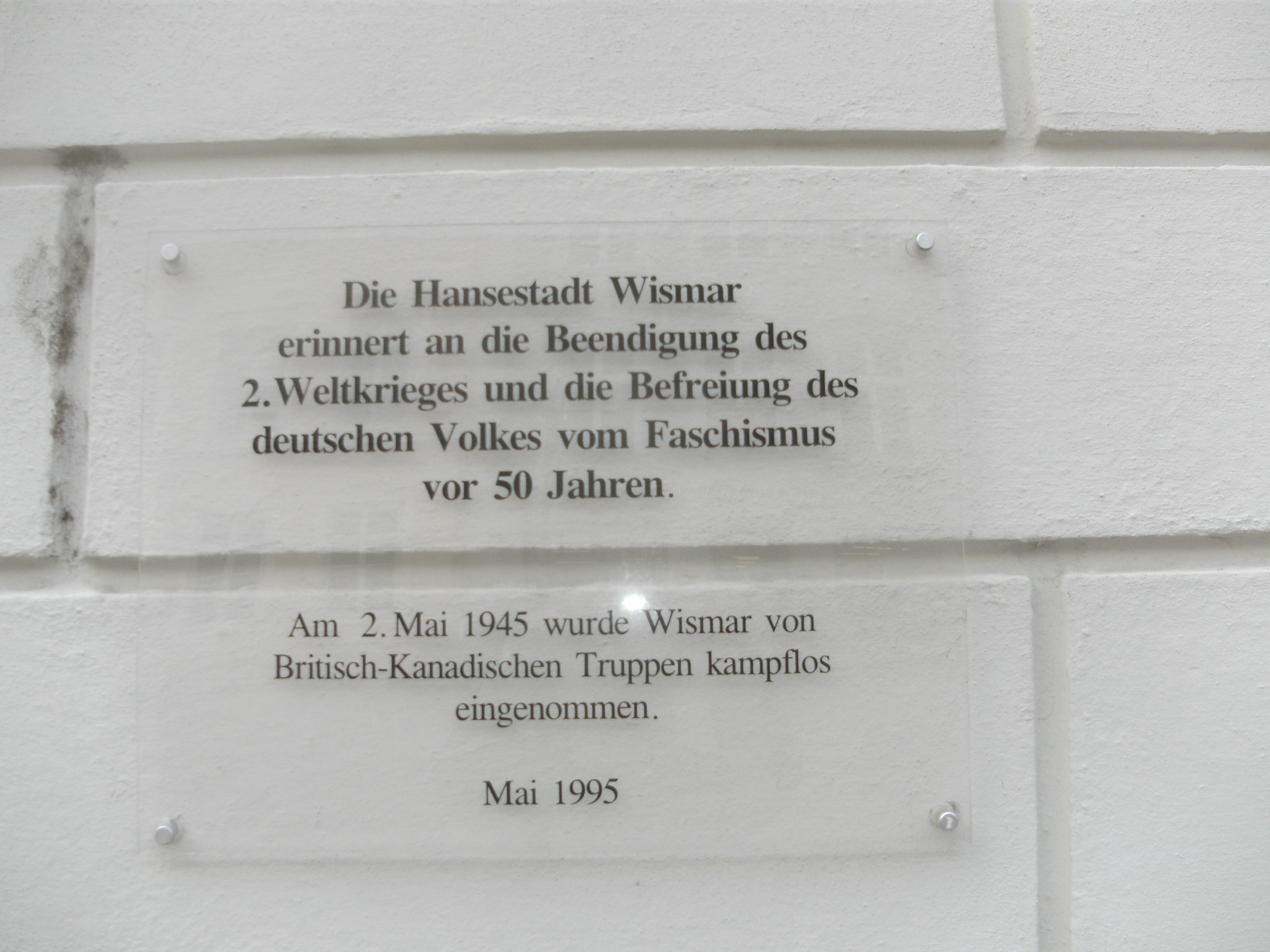
Gedenktafel am Rathaus

Im Jahr 1933 entstand der Landkreis Wismar; die Stadt Wismar blieb kreisfrei.
Nach der Machtergreifung der Nationalsozialisten wurden politische Gegner und Juden verfolgt. Im Sommer 1935 wurde auf dem Marktplatz ein Pranger errichtet, an dem Bilder von jüdischen Einwohnern und Regimegegnern aufgehängt wurden. Der in der Bevölkerung beliebte jüdische Arzt Leopold Liebenthal starb drei Wochen nach dem Novemberpogrom 1938. Am Morgen des 10. November 1938 wurden die Schaufenster jüdischer Geschäfte eingeworfen und demoliert. An einem „Protestmarsch gegen Juden in der Stadt“ nahm etwa die Hälfte der Wismarer Einwohner teil; mitgeführten „Judengalgen“ mit Strohpuppen wurden auf dem Marktplatz aufgerichtet. Am nächsten Tag wurden fünf jüdische Männer in „Schutzhaft“ genommen und im Gerichtsgefängnis Alt-Strelitz inhaftiert. Das Gedenkbuch des Bundesarchivs für die Opfer der nationalsozialistischen Judenverfolgung in Deutschland 1933–1945 verzeichnet namentlich vier jüdische Einwohner Wismars, die deportiert und größtenteils im Holocaust ermordet wurden. 2008 wurden auf Initiative von Schülern des Gerhart-Hauptmann-Gymnasiums vom Künstler Gunter Demnig die ersten Stolpersteine als Erinnerung an die Opfer des NS-Regimes verlegt.
Während des Zweiten Weltkrieges mussten Kriegsgefangene sowie Frauen und Männer aus den besetzten Ländern rüstungswichtige Zwangsarbeit verrichten, u. a. in der Triebwagen- und Waggonfabrik und den Dornier-Flugzeugwerken. Auf dem Friedhof Wismar an der Schweriner Straße sind 36 Opfer der Zwangsarbeit begraben. Die Dornier-Werke aus Friedrichshafen übernahmen 1933 zunächst Teile der ehemaligen Podeuswerke und 1934 begann der Aufbau der Fertigungshallen. Dort arbeiteten 1936 1908 Menschen, 1937 waren es 3000 und 1944 schließlich 4437 Beschäftigte. Diese Dornierwerke wurden nach dem Zweiten Weltkrieg enteignet (heute befindet sich hier die Schottel GmbH, die Schiffsantriebe herstellt).
Der Hamburger Architekt Konstanty Gutschow entwickelte 1936/1937 den Bebauungsplan für die „Seestadt Wismar“, 1939 erstellte er den Bebauungsplan „Südost“.
Während des Krieges fanden zwölf Luftangriffe statt, bei denen 460 Tonnen Bomben fielen. Der erste Angriff erfolgte am 24. Juni 1940 und der letzte in der Nacht vom 14. auf den 15. April 1945. Viele Gebäude wurden schwer beschädigt oder zerstört, wie die Georgenkirche, die Marienkirche und das sie umgebende gotische Viertel.
Am 2. Mai 1945 wurde Wismar von Truppen der britischen 6. Luftlandedivision besetzt. Da am gleichen Tag die sowjetische 70. Armee weiter östlich die Stadt Güstrow besetzte und dann zum Schweriner See vorstieß, wurde Wismar zum nordöstlichen Endpunkt des westalliierten Einflussgebiets.

### 1945 bis heute

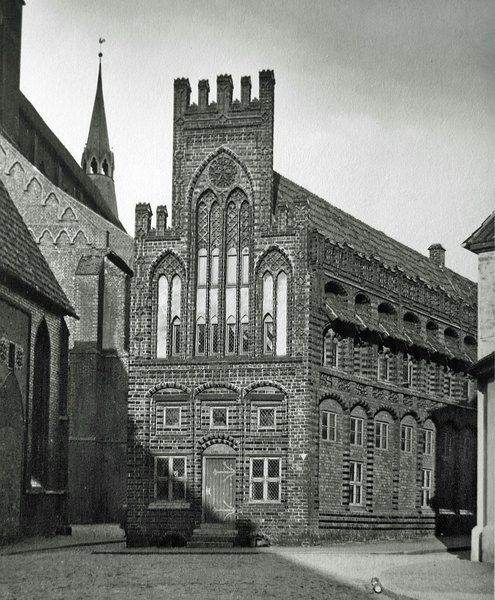
Alte Schule

Im Juli 1945 zog die Rote Armee in Wismar ein. Die Regierung der DDR ließ 1960 die Ruinen des Kirchenschiffs der Marienkirche sprengen.
Insbesondere von 1949 bis 1990 entstanden viele Erinnerungsstätten zum erlittenen Unrecht und zum Gedenken an begangene Gräueltaten (siehe Liste im Hauptartikel Geschichte der Hansestadt Wismar#Von 1945 bis heute).
Stadt und evangelische Kirche schlossen 1961 einen Vertrag über die Geistlichen Hebungen ab. Danach trat die Kirche Grundbesitz in und außerhalb Wismars an ein Treuhandvermögen der Stadt ab. Die Kirchengebäude verblieben zunächst bis 1987 im Eigentum der Kirche. Die Stadt verpflichtete sich zur Durchführung umfangreicher Baumaßnahmen an den Kirchen, hielt ihre Verpflichtungen jedoch nicht ein. Im Jahr 2008 wurden die Kirchengebäude durch das Bundesamt für zentrale Dienste und offene Vermögensfragen dem Eigentum der Stadt zugeordnet. Die Stadt hat 2010 eine Stadtkirchenstiftung zu Wismar errichtet.
Wismar, nach 1945 zweiter Hafen der DDR, spezialisierte sich auf den Umschlag von Massengütern. Die Werftindustrie geht auf die Gründung eines Schiffsreparaturbetriebes der Roten Armee zurück. Wismars Hafen beherbergt heute eines der größten europäischen Holz-Cluster Europas. Die Werft gehört mit der neuen Schiffbauhalle zu den modernsten ihrer Art.
Seit der Wiedervereinigung 1990 wurde der historische Stadtkern im Rahmen der Städtebauförderung gründlich saniert. Seit 2002 gehört Wismars Altstadt zusammen mit Stralsund zum UNESCO-Weltkulturerbe mit dem Namen Historische Altstädte Stralsund und Wismar. Wismar gründete zusammen mit Stralsund die Deutsche Stiftung Welterbe. Die Stadt richtete 2002 die erste Landesgartenschau des Landes Mecklenburg-Vorpommern aus.
Mit der Kreisgebietsreform Mecklenburg-Vorpommern 2011 wurde Wismar Teil und Kreisverwaltungssitz des Landkreises Nordwestmecklenburg.

### Eingemeindungen
Am 1. Juli 1950 wurden die bis dahin eigenständigen Gemeinden Redentin Dorf und Wendorf bei Wismar eingegliedert.

## Bevölkerung
Die Einwohnerzahl der Stadt Wismar erreichte 1989 mit über 58.000 ihren Höchststand. Seit der Wende in der DDR ist sie deutlich zurückgegangen.
Die folgende Übersicht zeigt die Einwohnerzahlen nach dem jeweiligen Gebietsstand. Bis 1833 handelte es sich meist um Schätzungen, danach um Volkszählungsergebnisse (1) oder amtliche Fortschreibungen der statistischen Ämter.
| Jahr                | Einwohner |
| ------------------- | --------- |
| 1300                | 5.000     |
| 1632                | 3.000     |
| 1799                | 6.000     |
| 1818                | 6.700     |
| 27. November 1830 1 | 10.560    |
| 29. November 1840 1 | 11.427    |
| 30. November 1850 1 | 12.975    |
| 1. Dezember 1860 1  | 13.253    |
| 1. Dezember 1871 1  | 14.068    |
| 1. Dezember 1880 1  | 15.518    |
| 1. Dezember 1890 1  | 16.787    |
| 1. Dezember 1900 1  | 20.222    |

| Jahr                | Einwohner |
| ------------------- | --------- |
| 1. Dezember 1910 1  | 24.378    |
| 8. Oktober 1919 1   | 25.201    |
| 16. Juni 1925 1     | 26.016    |
| 16. Juni 1933 1     | 27.493    |
| 17. Mai 1939 1      | 36.054    |
| 1. Dezember 1945 1  | 37.832    |
| 29. Oktober 1946 1  | 42.018    |
| 31. August 1950 1   | 47.786    |
| 31. Dezember 1955   | 54.834    |
| 31. Dezember 1960   | 55.400    |
| 31. Dezember 1964 1 | 55.067    |
| 31. Dezember 1975   | 56.811    |

| Jahr   | Einwohner |
| ------ | --------- |
| 1981 1 | 57.718    |
| 1985   | 57.465    |
| 1990   | 55.509    |
| 1995   | 50.368    |
| 2000   | 47.031    |
| 2005   | 45.391    |
| 2010   | 44.397    |
| 2015   | 42.557    |
| 2020   | 42.824    |
| 2021   | 42.785    |
| 2022   | 43.878    |
| 2023   | 44.022    |

1 Volkszählungsergebnis
ab 1981: Stand 31. Dezember des jeweiligen Jahres

## Politik

### Bürgerschaft
Die Stadtvertretung von Wismar trägt auf Grund ihrer hanseatischen Tradition den Namen Bürgerschaft. Der Vorsitzende führt die Bezeichnung Präsident der Bürgerschaft. Sie besteht aus 37 Mitgliedern. Die Kommunalwahl am 9. Juni 2024 führte bei einer Wahlbeteiligung von 58,7 % zu folgendem Ergebnis:
- Linke: 4
- SPD: 10
- Grüne: 3
- Piraten: 1
- FDP: 3
- FW: 1
- CDU: 7
- AfD: 6

| Partei / Wählergruppe        | Stimmenanteil 2019 | Sitze 2019 |  | Stimmenanteil 2024 | Sitze 2024 |
| ---------------------------- | ------------------ | ---------- |  | ------------------ | ---------- |
| SPD                          | 26,6 %             | 10         |  | 25,7 %             | 10         |
| AfD                          | 11,1 %             | 4          |  | 22,6 %             | 6          |
| CDU                          | 16,5 %             | 6          |  | 20,0 %             | 7          |
| Die Linke                    | 14,7 %             | 5          |  | 09,6 %             | 4          |
| Bündnis 90/Die Grünen        | 11,8 %             | 4          |  | 08,2 %             | 3          |
| FDP                          | 06,9 %             | 3          |  | 06,6 %             | 3          |
| Piraten                      | 02,1 %             | 1          |  | 02,9 %             | 1          |
| Freie Wähler                 | 01,4 %             | 1          |  | 01,3 %             | 1          |
| Die Heimat (ehemals NPD)     | 01,0 %             | –          |  | 01,2 %             | –          |
| Einzelbewerberin Meike Quaas | –                  | –          |  | 00,9 %             | –          |
| Einzelbewerber Ulrich Bäcker | –                  | –          |  | 00,8 %             | –          |
| Für-Wismar-Forum (FWF)       | 07,8 %             | 3          |  | –                  | –          |
| Insgesamt                    | 100 %              | 37         |  | 100 %              | 35         |

Bei der Wahl 2024 entfielen auf die AfD acht Sitze. Da sie nur sechs Kandidaten aufgestellt hatte, bleiben in der Bürgerschaft zwei Sitze unbesetzt.
Nach der Kommunalwahl am 7. Juni 2009 konnten lediglich 36 der 37 Sitze besetzt werden, da ein Einzelbewerber Stimmen für zwei Sitze erringen konnte. Die SPD stellte 13 Sitze, die CDU 8, die Linke 7, die FDP 4 und die Bürgerfraktion 3 Sitze. Ein weiterer Sitz ging an den Einzelbewerber Wilfried Boldt. Am 8. Juni 2010 traten der Präsident der Bürgerschaft, Gerd Zielenkiewitz, und drei weitere Mitglieder aus der SPD-Fraktion aus und gründeten die neue Fraktion Für Wismar. Die SPD-Fraktion verfügte somit noch über neun Mandate. Bei der Kommunalwahl am 25. Mai 2014 wurde die SPD mit 11 Mandaten stärkste Fraktion.

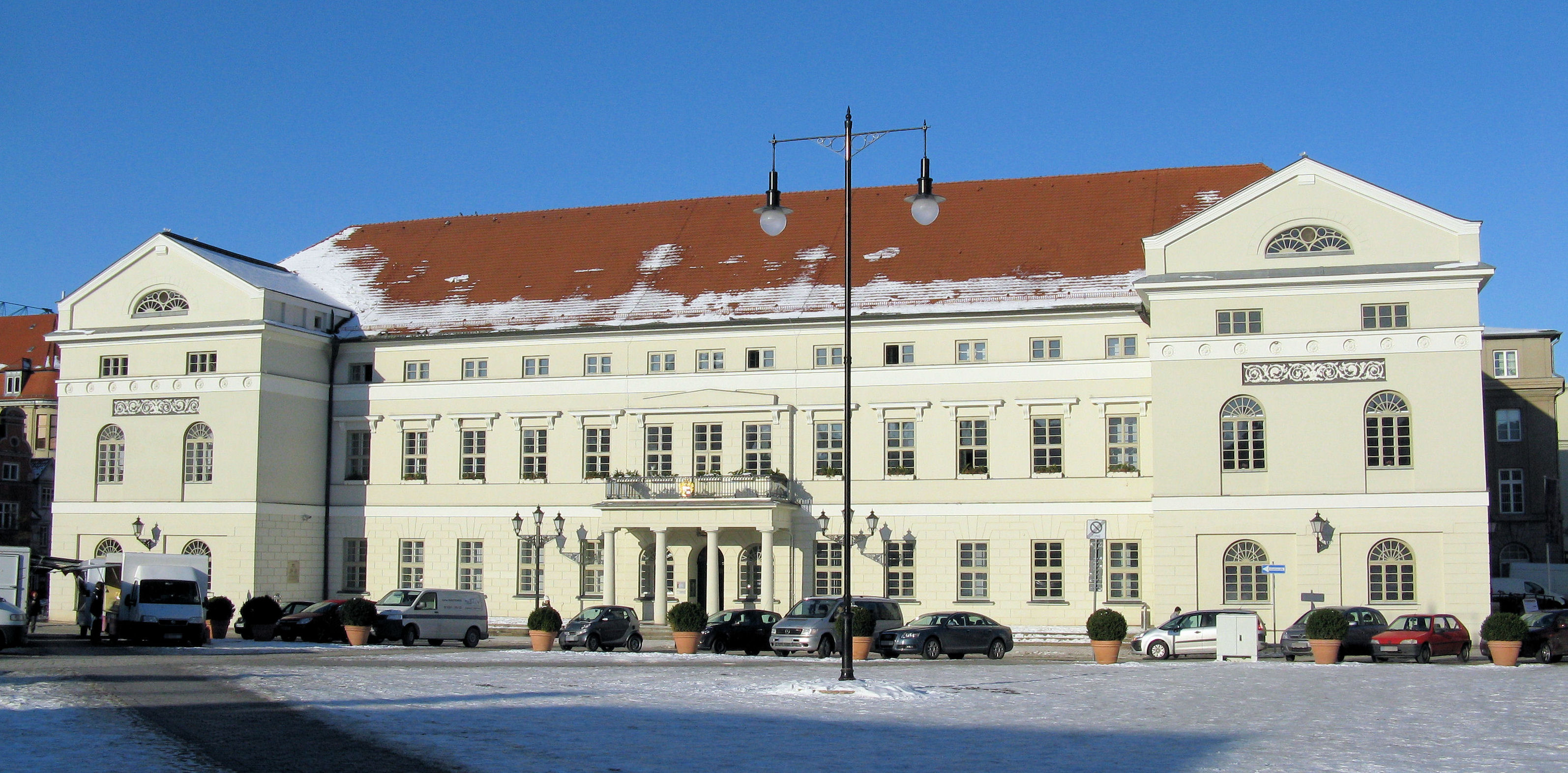
Am Marktplatz über einem gotischen Kellergewölbe errichtetes Rathaus von Wismar

### Bürgermeister
Seit dem 17. Juli 2010 ist Thomas Beyer (SPD) als Nachfolger von Rosemarie Wilcken (SPD) Bürgermeister von Wismar. Er wurde bei der Bürgermeisterwahl am 15. April 2018 mit 56,3 % der gültigen Stimmen für eine weitere Amtszeit von acht Jahren in seinem Amt bestätigt.

### Wappen
Wappen 1858–1918
| Wappen der Hansestadt Wismar 1858–1918 | Blasonierung: „Gespalten; vorn in Gold ein halber hersehender, golden gekrönter schwarzer Stierkopf am Spalt mit aufgerissenem roten Maul, silbernen Zähnen, ausgeschlagener roter Zunge, in Spitzen abgerissenem Halsfell und silbernen Hörnern; hinten dreifach geteilt von Silber und Rot.“ |
| Wappen der Hansestadt Wismar 1858–1918 | Wappenbegründung: Wohl seit dem letzten Jahrzehnt des 13. Jahrhunderts führte die Seestadt Wismar ein Wappen, das in der Fachliteratur als Stierkopfwappen bezeichnet wird. Überliefert ist seine Darstellung in dem Wappenbild des SECRETVM BVRGENSIVM DE WISMARIA – dessen ältester Abdruck von 1311 stammt. Das alte Wappen ist noch heute vielerorts anzutreffen, wie etwa im Thronsaal des Schweriner Schlosses, oder an den Rathäusern in Lübeck und Stralsund oder selbst am Rathaus von Wismar, dem Wassertor, der Wasserkunst auf dem Markt bzw. dem Zeughaus, das heute die Stadtbibliothek beherbergt. Außerdem ist in der Hauptsatzung der Stadt deklariert, dass das frühere ehemalige Wappen der Stadt Wismar weiterhin verwendet werden darf. Das Wappen wurde am 10. April 1858 von Großherzog Friedrich Franz II. von Mecklenburg-Schwerin festgelegt. |

Wappen 1918–1994
| Wappen der Hansestadt Wismar 1918–1994 | Blasonierung: „In Blau auf silbern gekrönten Wellen ein linksschwimmender roter Koggen mit zwei silbernen Streifen, goldbeschlagenem Ruder, goldenem Bugspriet und goldenem Mastkorb, auf dem Mast eine goldene Kreuzspitze mit einer zweimal weiß-rot gestreiften Flagge; auf dem Bug eine linksgewendete widersehende silberne Möwe; in den Wellen drei silberne Fische, die beiden oberen zugewendet, der untere linksgewendet; am Mast ein goldener Schild, darin ein goldgekrönter hersehender schwarzer Stierkopf mit ausgeschlagener roter Zunge und silbernen Hörnern.“                                                |
| Wappen der Hansestadt Wismar 1918–1994 | Wappenbegründung: In dieser Form war das Wappen von Wismar seit 1918 gebräuchlich; als Siegel der Stadt ist es erstmals 1354 nachgewiesen. Der Koggen ist das Schiff der Hansezeit, weiß und rot sind die Hansefarben. Der Stierkopf weist auf die einstige Zugehörigkeit zum Land Mecklenburg, das Kreuz an der Mastspitze auf die „christliche Seefahrt“ hin. Die drei Fische symbolisieren den einstigen Fischfang im Mittelalter sowie die drei Fanggebiete der Hansefahrer vor Norwegens, Schwedens und Dänemarks Küste. Die Möwe ist wahrscheinlich eine im Laufe der Jahrhunderte erfolgte Umdeutung eines Holzbalkens. |

Wappen seit 1994
| Wappen der Hansestadt Wismar | Blasonierung: „In Silber über blauem Wellschildfuß, darin drei (2:1) silberne Fische, die oberen zugewendet, der untere nach linksgewendet, eine links schwimmende rote Kogge mit zwei silbernen Streifen längs der Deckslinie, golden beschlagenem Ruder und goldenem Bugspriet; am Mast eine goldene Tatzenkreuzspitze, darunter eine linkswehende, zweimal von Silber und Rot längs gestreifte Flagge, ein goldener Mastkorb und ein goldener Dreieckschild, darin ein herschauender, golden gekrönter schwarzer Stierkopf mit aufgerissenem roten Maul, silbernen Zähnen, ausgeschlagener roter Zunge, in sieben Spitzen abgerissenem Halsfell und silbernen Hörnern; auf dem Bug der Kogge eine linksgewendete widersehende natürliche Möwe.“ |
| Wappen der Hansestadt Wismar | Wappenbegründung: Nachdem im Herbst 1915 anlässlich der Nagelung eines Kriegswahrzeichens auf das Koggenbild des zweiten großen Stadtsiegels als angeblich ältestes Wappenbild zurückgegriffen worden war, kam die Anregung, das so geschaffene Wappen auch sonst wieder in Gebrauch zu nehmen. Die Wappenzeichnung wurde 1916 einer neuen Ratsflagge einverleibt und den Brotkarten aufgedruckt. In dem 1939 herausgegebenen „Deutschen Städtebuch“ werden dann sowohl das Stierkopfwappen als auch das Koggenwappen aufgeführt. Nach dem Zweiten Weltkrieg nahm die Stadt anstelle des historischen Wappens das allen heraldischen Gesichtspunkten zuwiderlaufende Koggenwappen in Gebrauch. Gegen seine Weiterführung wurden am 21. November 1946 seitens des 1. Vizepräsidenten des Landes Mecklenburg-Vorpommern vorbehaltlich einer endgültigen Regelung einstweilen keine Bedenken erhoben. Wohl 1967 gab die Stadt die mehrfach beanstandete Schrägstellung des Schildes auf, jedoch wies das Wappen von der Symbolik und der Tingierung her noch erhebliche Mängel auf. Im Ergebnis eines langwierigen Entscheidungsprozesses entschied sich am 25. August 1994 die Wismarer Bürgerschaft für das inzwischen neugestaltete Koggenwappen, das jedoch 1995 wegen einiger grafischer Unzulänglichkeiten nochmals gezeichnet werden musste. In dem nach dem Siegelbild des SIGILLVM WISSEMARIE CIVITATIS – überliefert zuerst 1354 – gestalteten Wappen verdeutlicht die Kogge, das typische Handelsschiff der Hansezeit, in eindrucksvoller Weise die Haupterwerbsquelle der Wismarer Einwohner, den Fernhandel der Kaufleute. Während die Tingierung des Schiffes und der Flagge Wismar als eine im engen Bündnis mit dem hansischen Vorort Lübeck stehende Seestadt kennzeichnet, verweist der schwarze Stierkopf auf die fürstliche Oberhoheit. Eine weitere Erwerbsquelle sollen die Fische versinnbildlichen, den Fischfang, insbesondere den Heringsfang, und den Fischhandel. Die Möwe ist wahrscheinlich durch Umdeutung einer im ältesten Stadtsiegel an dieser Stelle sichtbaren Rah entstanden. Das Wappen wurde 1946 unter Vorbehalt einer endgültigen Regelung durch den Präsidenten der Landesverwaltung Mecklenburg-Vorpommern bestätigt, am 30. Juni 1994 durch das Ministerium des Innern in der neu gestalteten Fassung anerkannt und unter der Nr. 27 der Wappenrolle des Landes Mecklenburg-Vorpommern registriert. |

### Flagge

Flagge der Hansestadt Wismar

Die Flagge ist historisch und wurde 1995 neu gezeichnet. Die Flagge ist Weiß – Rot – Weiß – Rot – Weiß – Rot (1:1:1:1:1:1) längs gestreift. Die Höhe des Flaggentuchs verhält sich zur Länge wie 3:5.
Ursprünglich war dies im Mittelalter die Seeflagge der Wismarer Schiffe. Die Stadtflagge hatte die gleichen Farben, jedoch mit nur vier Streifen. Das spiegelt sich im offiziellen Wappen der Stadt wider.

### Dienstsiegel
Das Dienstsiegel zeigt das Wappen der Stadt mit der Umschrift HANSESTADT WISMAR.

### Städtepartnerschaften
Wismar unterhält Städtepartnerschaften mit Kemi in Finnland seit 1959, Lübeck in Schleswig-Holstein seit 1987, Calais in Frankreich seit 1966, Aalborg in Dänemark seit 1961 und Kalmar in Schweden seit 2002. Außerdem besteht eine Städtefreundschaft mit Halden in Norwegen seit 1991. Wismar schloss 2019 eine neue Partnerschaft mit Pogradec in Albanien und 2023 mit Tschornomorsk in der Ukraine.

## Kultur und Sehenswürdigkeiten
Als Weltkulturerbe steht die Hansestadt seit Mai 2002 zusammen mit der Altstadt der Hansestadt Stralsund unter dem besonderen Schutz der UNESCO.

### Marktplatz und Umgebung

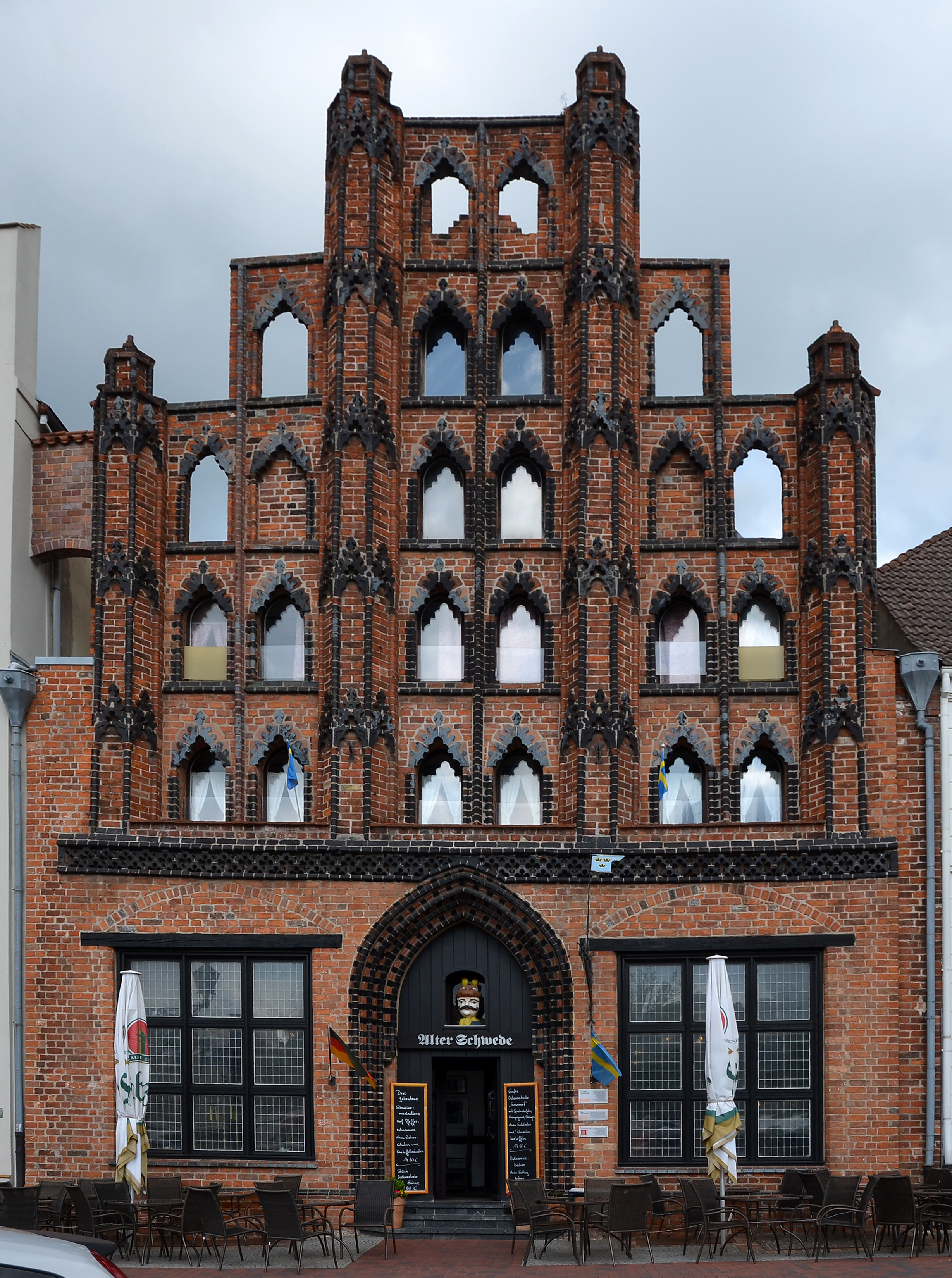
Bürgerhaus „Alter Schwede“ von 1360

Der 100 mal 100 Meter große Marktplatz ist einer der größten Norddeutschlands. Auf ihm befindet sich ein Wahrzeichen der Stadt, die Wismarer Wasserkunst von 1602 im Renaissancestil.
Am Marktplatz von Wismar stehen folgende historischen Bauwerke:
- das klassizistische Rathaus, erbaut 1817–1819, mit einer vorläufigen Dauerausstellung mit Exponaten zur Stadtgeschichte im Kellergewölbe
- ein backsteingotisches Bürgerhaus, 1360 erbaut, heute Restaurant Alter Schwede

In der Umgebung des Marktes verdienen die zahlreichen sanierten Straßenzüge mit mittelalterlichen bis klassizistischen Giebelhäusern Beachtung. Hinter dem Rathaus am Rudolph-Karstadt-Platz in der Fußgängerzone befindet sich das Stammhaus des Warenhauskonzerns Karstadt. Das Gebäude in seiner heutigen Erscheinung stammt von 1908, Umbau 1931. Sehenswert sind das historische Treppenhaus und das kleine Museum im Erdgeschoss.
Bemerkenswert ist der Fürstenhof im Stil der Backsteinrenaissance, reich verziert mit Terrakotten aus der Werkstatt des Lübecker Künstlers Statius von Düren. Im Fürstenhof befindet sich heute das örtliche Amtsgericht.

### Kirchen
Die drei großen Stadtkirchen in der Wismarer Innenstadt sind Zeugnisse der Backsteingotik. Nach dem Zweiten Weltkrieg war nur noch die Nikolaikirche weitgehend erhalten. Die Marienkirche und die Georgenkirche wurden durch Fliegerbomben schwer beschädigt.

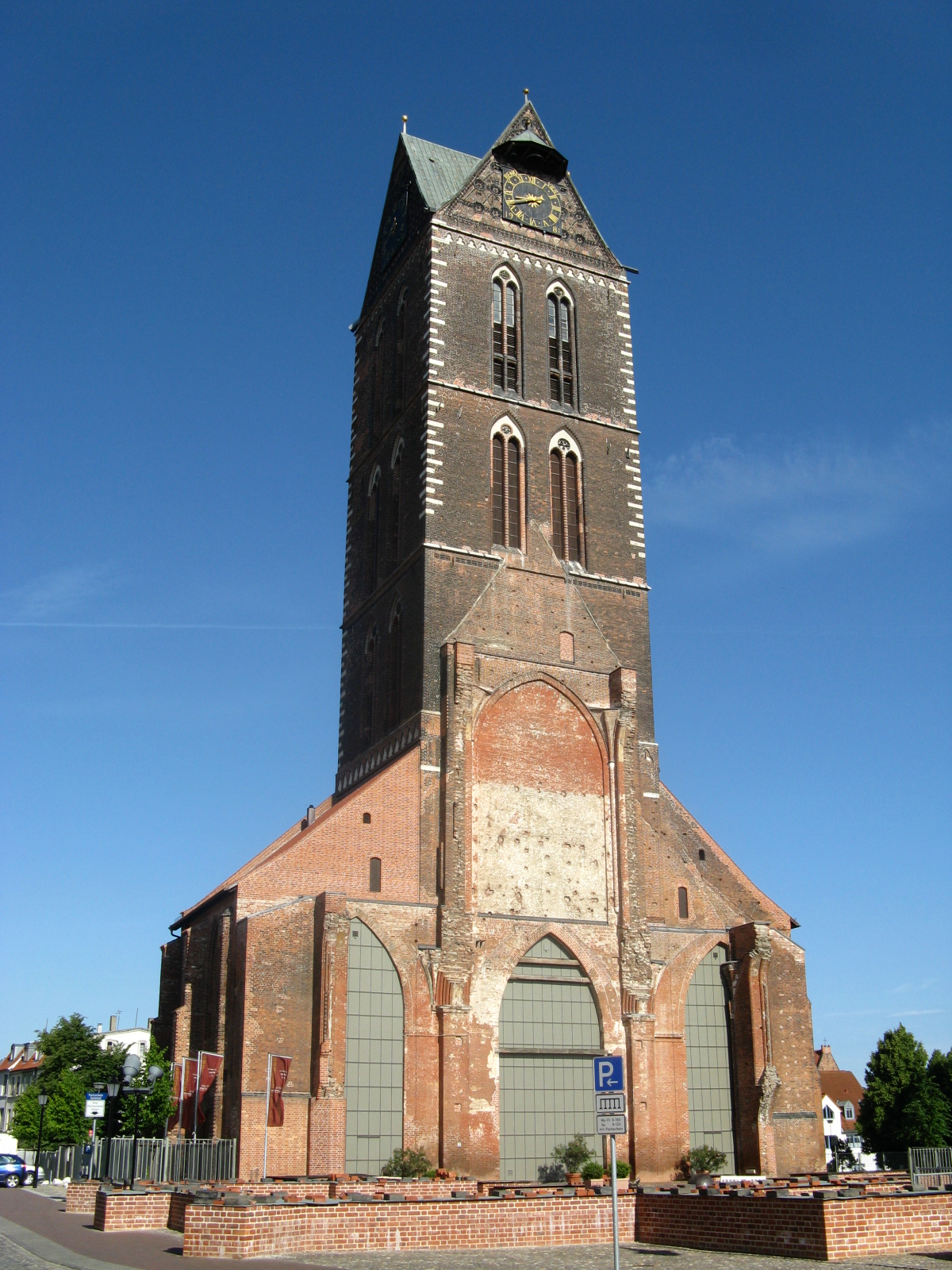
Turm der Marienkirche
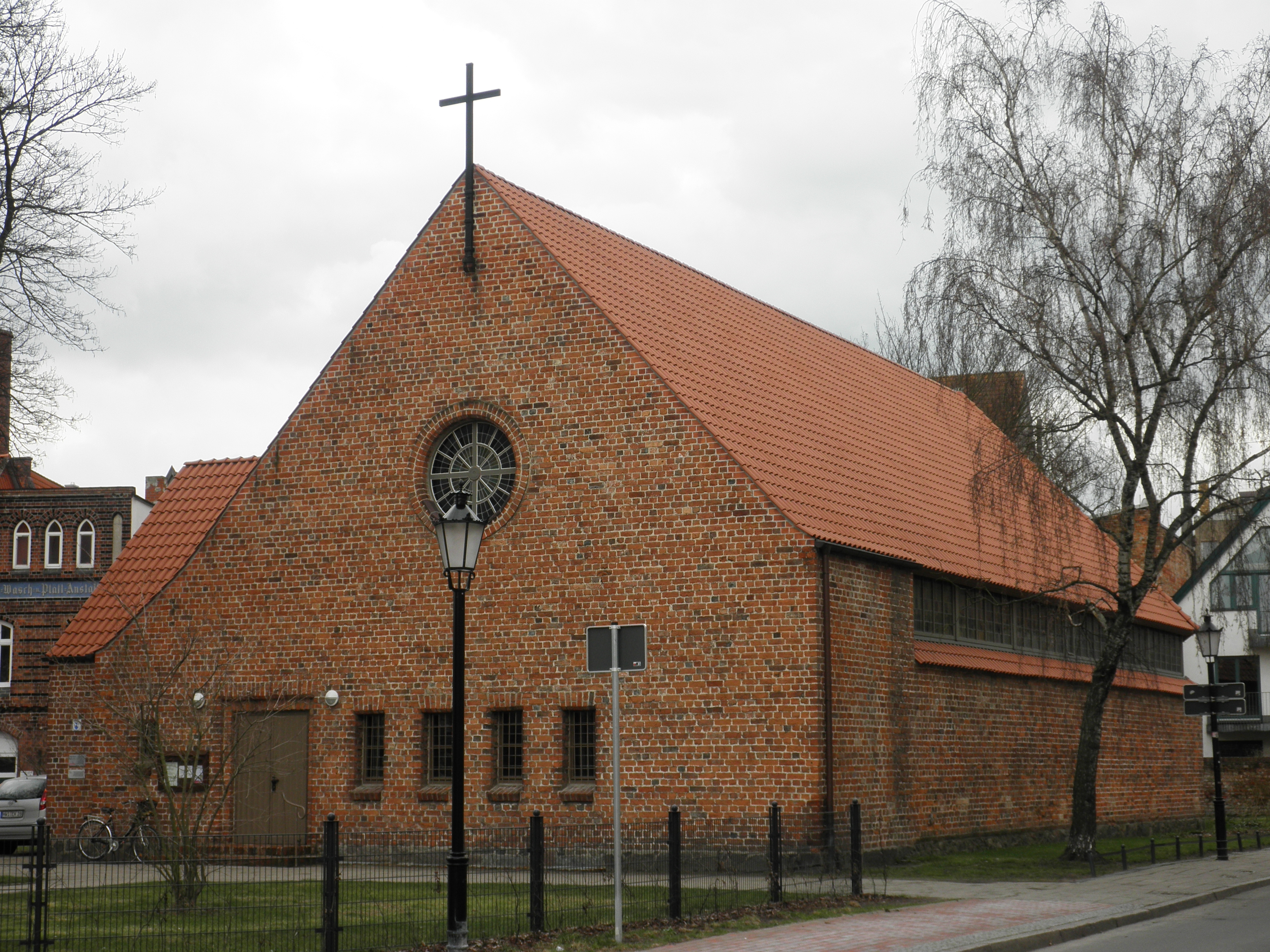
Neue Kirche
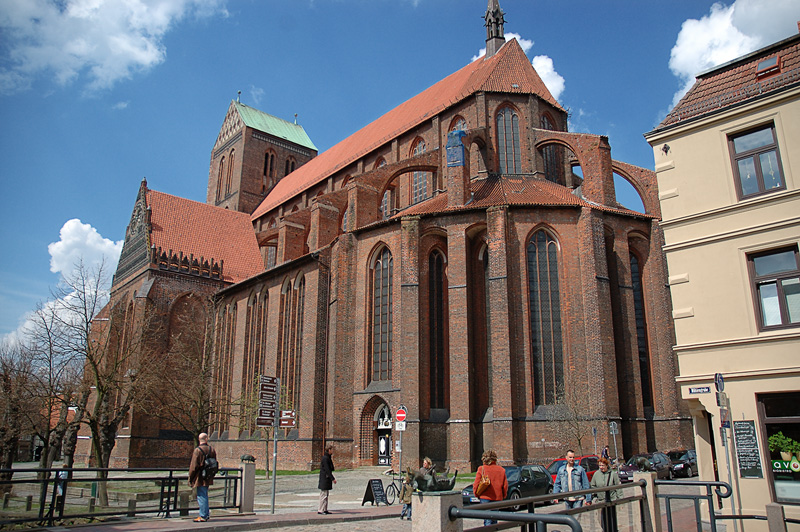
Nikolaikirche

- Von der Marienkirche blieb nur der Turm bis heute erhalten. Die Ruine des im Krieg zerstörten Kirchenschiffs wurde 1960 gesprengt. Im Turm, der auch als Seezeichen diente, findet derzeit die Ausstellung Wege zur Backsteingotik statt.
- Damit auch nach dem Krieg evangelische Gottesdienste durchgeführt werden konnten, wurde 1951 die Neue Kirche als Notkirche neben der zerstörten Marienkirche gebaut.
- Die Nikolaikirche wurde als dreischiffige Basilika von 1381 bis 1487 als Kirche der Seefahrer und Fischer erbaut. Charakteristisches Merkmal ist das Kirchenschiff, das zu den höchsten Deutschlands gehört. In der Kirche sind u. a. eine aus Stein gefertigte Fünte und ein aus der Marienkirche stammendes Taufbecken aus dem 14. Jhd., das von einem „Teufelsgitter“ umschlossen wird, zu sehen.

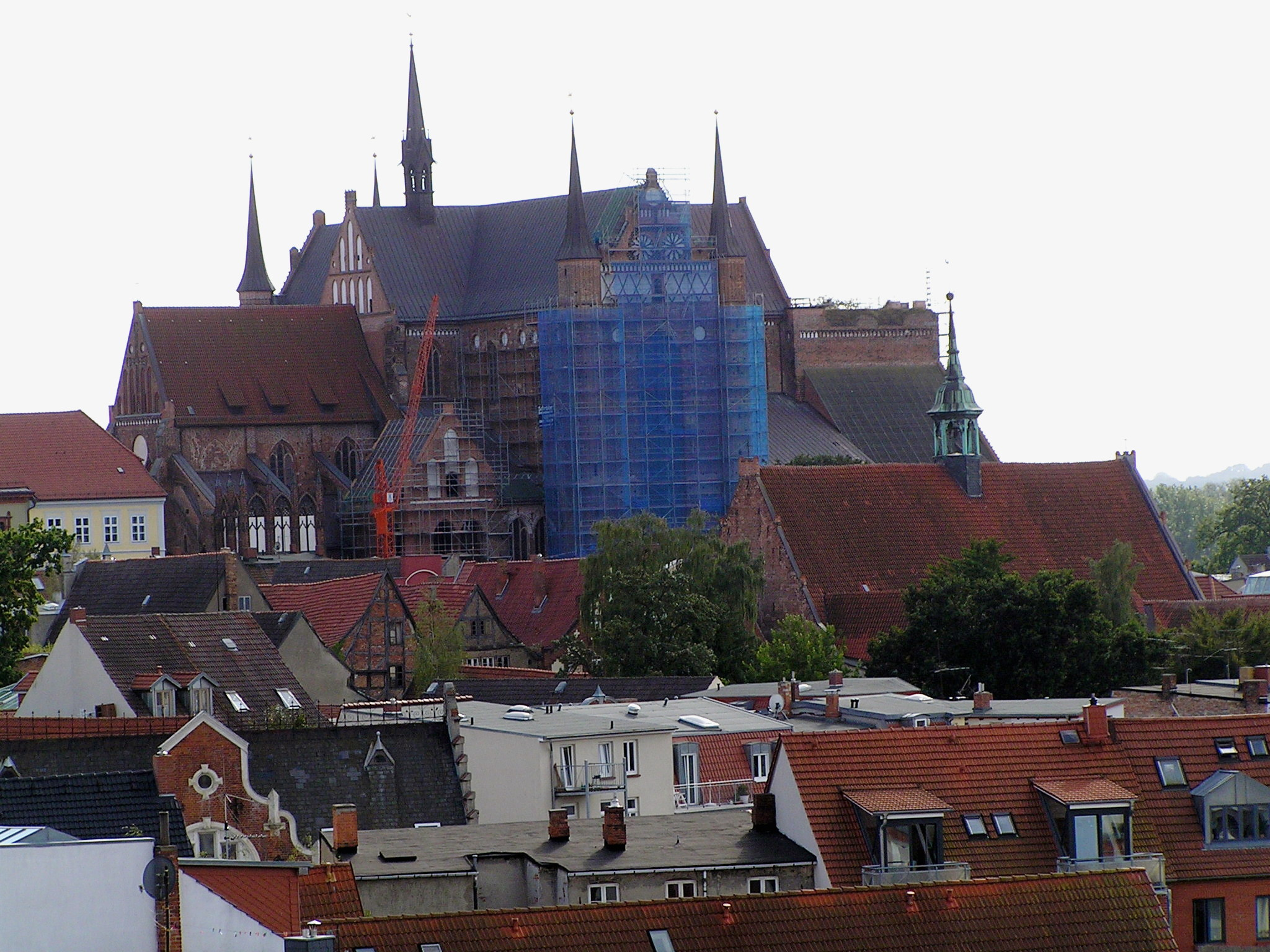
Georgenkirche während des Wiederaufbaus
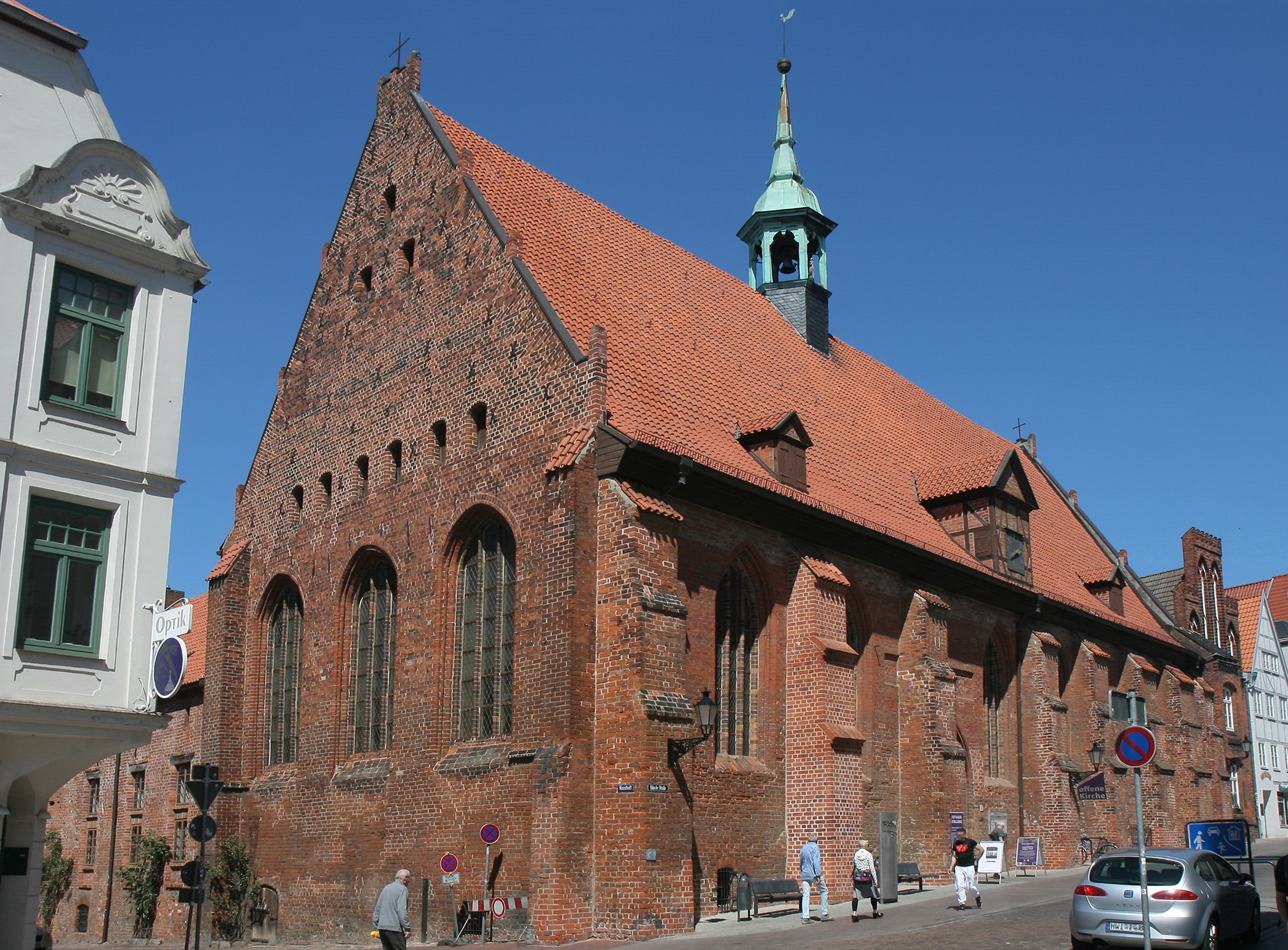
Heiligen-Geist-Kirche
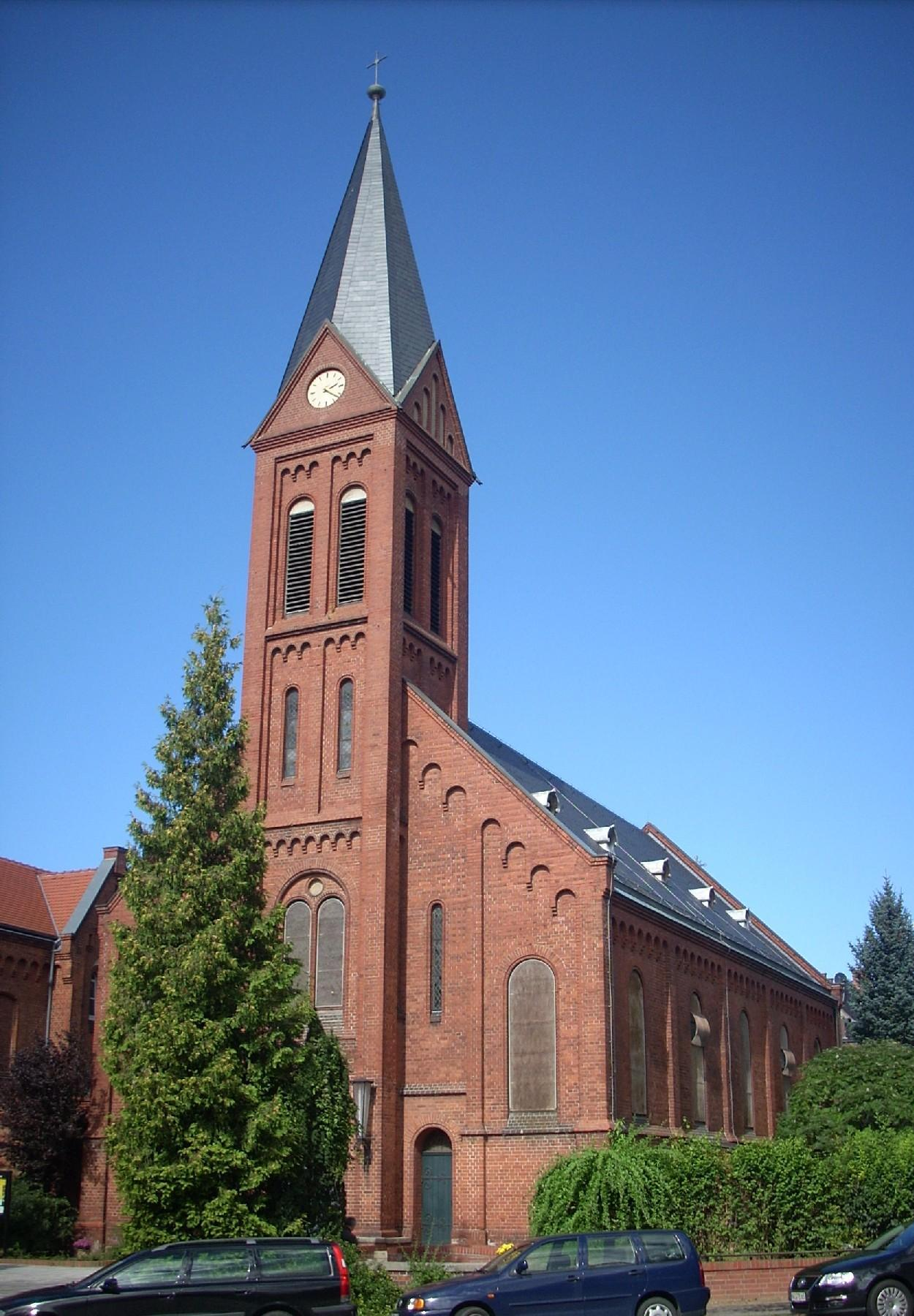
St. Laurentius

- Die Georgenkirche wurde seit der Deutschen Wiedervereinigung wieder aufgebaut. Im Mai 2010 fanden die Rekonstruktionsarbeiten mit einem Festakt ihren vorläufigen Abschluss.
- Die Heiligen-Geist-Kirche stammt aus dem 14. Jahrhundert. Die gut erhaltene Kirche ist Hauptgebäude des Heiligen-Geist-Hospitales in der Lübschen Straße.
- Die kath. Laurentiuskirche wurde 1901/1902 im Neuromanischen Stil errichtet.

### Weitere Sehenswürdigkeiten

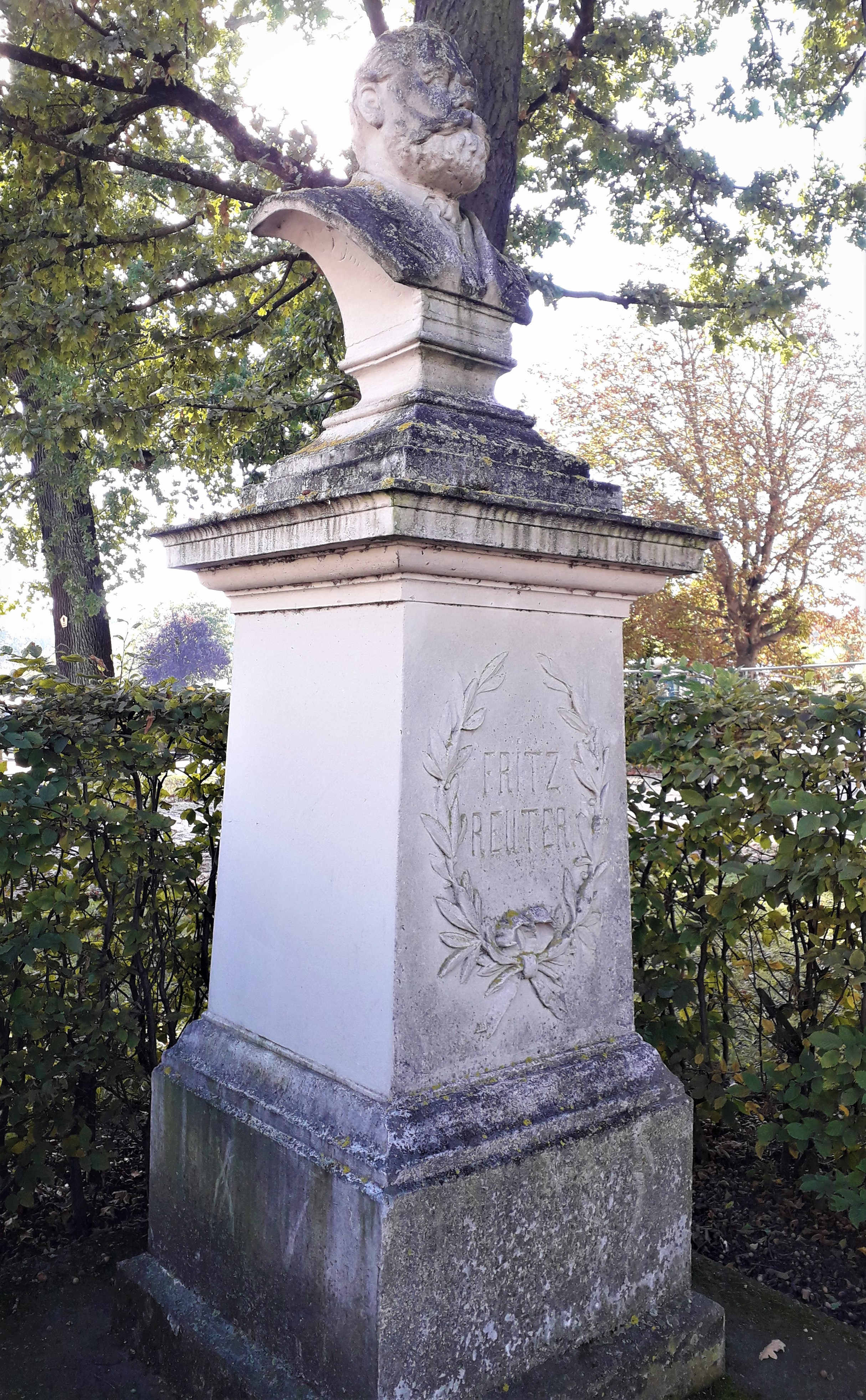
Büste des Dichters und Schriftstellers Fritz Reuter, gefertigt um 1896

Unweit der Nicolaikirche befindet sich das Stadtgeschichtliche Museum der Hansestadt Wismar im bauhistorisch bedeutsamen Schabbellhaus. Das Welt-Erbe-Haus ist ein denkmalgeschütztes Dielenhaus aus dem 14. Jahrhundert. Seit Juni 2014 befindet sich dort eine Ausstellung zum Weltkulturerbe der UNESCO.
Interessant sind auch der historische Alte Hafen mit dem Wassertor, dem letzten erhaltenen Stadttor Wismars von ursprünglich fünf Toren und der südlichen Ostseeküste, dem sogenannten Gewölbe und dem Nachbau der Poeler Kogge, deren Heimathafen der Wismarer Alte Hafen ist. Dort befindet sich auch das Baumhaus mit zwei Repliken der Schwedenköpfe, Wismars Wahrzeichen, vor dem Hauseingang.
Ebenfalls zu den mittelalterlichen Zeugen der Hansestadt gehört der Alte Wasserturm, der letzte erhaltene Wehrturm der Stadtbefestigung, der 1685 zum Wasserturm ausgebaut wurde. Südlich des Turmes befindet sich der Lindengarten, eine aus Spenden finanzierte Grünanlage. Von 1897 stammt der Wasserturm am Turnplatz, ein 28 m hoher, neogotischer Backsteinturm.
Außerhalb der Altstadt befinden sich das Ensemble der Landesgartenschau von 2002 mit Aussichtsturm sowie der Tierpark und das Technische Landesmuseum.
Derzeit finden archäologische Grabungen in der Alten Schule statt, sie dienen dem Ziel der Bausicherung und des Wiederaufbaus.

### Kino
- Kulturzentrum Tikozigalpa mit dem Kino im Tikozigalpa mit wöchentlichen Programmkinovorführungen sowie einer Vereinskneipe und Veranstaltungsräumen für zahlreiche Musik- und Bildungsveranstaltungen. Das Tikozigalpa ist eine ehrenamtliche Initiative und besteht seit 1997.[37]

### Musik
Die Festspiele Mecklenburg-Vorpommern sind in Wismar an mehreren Spielstätten zu Gast. Neben der Georgenkirche sind dies die Heiligen-Geist-Kirche und der alte Hafen. Hier fanden bisher Open-Air-Konzerte neben den historischen Speichern statt.
In den Kirchen Wismars ist die Wismarer Kantorei aktiv. Sie wurde 1975 gegründet und leistet Chorarbeit mit einem Erwachsenenchor, mehreren Gemeindechören, einem Jugend- und dem Kinderchor. Ergänzend zum Chor ist das Instrumentalensemble Collegium musicum in die Aufführungen einbezogen. Im evangelischen Kindergarten wird musikalische Früherziehung angeboten.

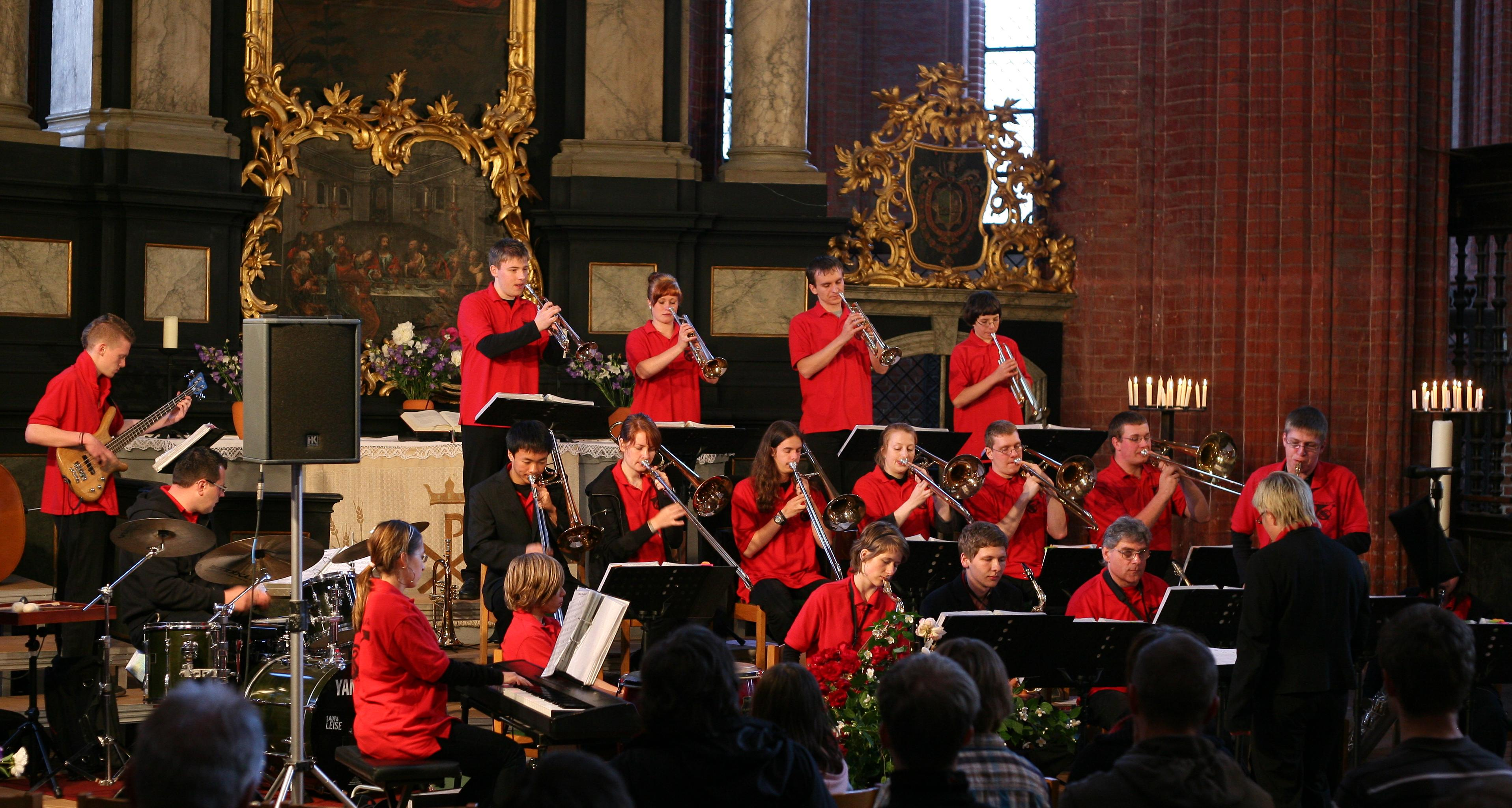
Bigband der Musikschule

An der Musikschule wurde 1996 die Bigband Wismar gegründet. Die Bandmitglieder sind zum Großteil Musikschüler, die jedoch oft von ehemaligen Mitgliedern unterstützt werden. Zu den jährlichen Höhepunkten zählen neben diversen Konzerten und Probenlagern unter anderem auch der internationale Neubrandenburger Jugendbigbandworkshop. Die Bigband hat an diversen Wettbewerben, wie dem Deutschen Orchesterwettbewerb, dem Skoda-Jazz-Cup Berlin und dem Jugend jazzt teilgenommen.
Das CampusOpenAir Wismar findet seit 2000 in der Hansestadt statt. Bands wie Revolverheld (2005), Blumentopf und Clueso (2006), Culcha Candela und Dog Eat Dog (2007), Donots, Das Bo und MIA. (2008) sowie Fotos, Dendemann, Virginia Jetzt! und Thomas D (2009) füllten bereits den Wismarer Campus mit bis zu 8000 Gästen (2008). Am 25. September 2010, zum 10. CampusOpenAir Wismar, traten The BossHoss, Samy Deluxe, Tele, The Sonic Boom Foundation und I’m Not A Band auf. Das Festival findet traditionell nach der ersten Woche des Wintersemesters (Ende September) statt, wird komplett ehrenamtlich vom allgemeinen Studierendenausschuss der Hochschule Wismar organisiert und ist eines der größten studentischen Musikfestivals in Norddeutschland.
Jeweils im Juli findet in Kooperation mit der CIOFF-Organisation das Internationale Folklorefestival Wismar statt, 2015 war es die 13. Ausgabe. Dort treten Tanz-, Sport-, Trachten- und Musikgruppen aus allen Erdteilen auf und präsentieren zwischen Marktplatz, Altem Hafen und Theater ein vielfältiges Programm.

## Wirtschaft und Verkehr

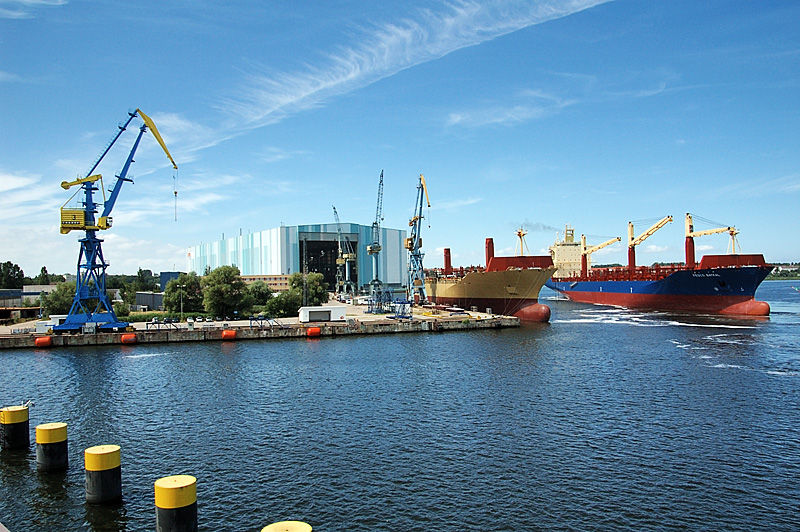
MV-Werft Wismar mit Montage-Kai

### Wirtschaft
Die Standortgeschichte von Wirtschaftsbetrieben in Wismar ist vielfach mit Podeus und Nachfolgeunternehmen verknüpft. Claude Dornier erwarb Mitte 1933 die unter Zwangsverwaltung stehende Maschinenfabrik Podeus, gründete am 1. Dezember 1933 die Dornier Werke Wismar und beschäftigte große Teile der Belegschaft weiter. Nach dem Zweiten Weltkrieg wurde von den zerstörten Anlagen in Wismar die übrig gebliebenen Werke in Volkseigener Betriebe überführt. Bis 2022 waren die Nachfolger MV Werften Wismar die größten Arbeitgeber in Wismar, sie beschäftigten etwa 600 Mitarbeiter. Nach der Insolvenz der MV Werften 2022 wurden die Anlagen von Thyssenkrupp Marine Systems übernommen. Die knapp 400 m lange und 72 m hohe Halle, die ein 340 m langes Trockendock umspannt, trägt weiterhin zum Stadtbild bei.
Im Stadtgebiet Haffeld (Wismar-Nord) besitzt die Hansestadt eines der modernsten Holzverarbeitungszentren Europas. Dort sind Ilim Nordic Timber, Egger Holzwerkstoffe Wismar, German Pellets sowie der Brettschichtholzhersteller Hüttemann Wismar angesiedelt. Auf dem Areal sind rund tausend Arbeitsplätze entstanden.
Schon seit 2001 forscht, entwickelt und produziert die Sonnenstromfabrik Solara im Bereich der Photovoltaik. Zum Programm gehören sowohl PV-Netzverbundanlagen als auch PV-Inselsysteme. Im März 2008 wurde ein neues Fertigungswerk errichtet. Hier werden jährlich von rund 360 Mitarbeitern Solarmodule im Wert von 400 Millionen Euro hergestellt.
In der Stadt befindet sich das Stammhaus von Karstadt. 1881 eröffnete Rudolph Karstadt hier sein erstes Tuchgeschäft.

### Hafenanlagen

#### Seehafen

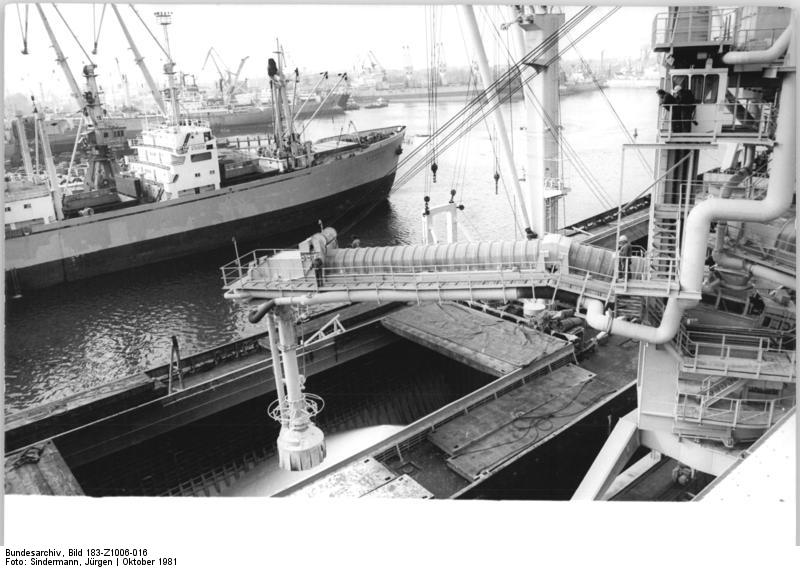
Anlage für den Kalisalz-Umschlag, 1981

Wismar besitzt einen Seehafen. Der Hafen wurde bereits 1211 urkundlich erwähnt und hat Bedeutung vor allem für Massengüter und massenhafte Stückgüter. Hauptgutarten sind Rund- und Schnittholz, Stahl und Schrott, Torf, Baustoffe und über die Ende der 1990er Jahre komplett neu gebaute Massengutanlage Kali und Salz. Der Hafen bietet insgesamt 15 Liegeplätze mit 2300 m Kailänge und zwei Dalbenplätze. Der Hafen wurde 2008 von 1300 Seeschiffen angelaufen, mit denen ein Umschlag von 3,46 Mio t erfolgte. 2011 wurden 3,2 Mio. t Güter umgeschlagen, was gegenüber dem Wert von 2010 (3,5 Mio. t) einen Rückgang um 8,6 % bedeutete. Der Gesamtumschlag aller Güter im Hafen von Wismar betrug 2014 7,5 Mio. t (2013: 8,6 Mio. t, 2012: 7,8 Mio. t). Der Seegüterumschlag lag 2013 bei 3,8 Mio. t, 2015 bei 3,7 Mio. t. Im Jahr 2016 wurden 3,4 Mio. t Güter umgeschlagen, die auf dem Wasser transportiert wurden, der Gesamtumschlag aller Güter (Lkw, Eisenbahn und Schiff) lag bei 7,1 Mio. t (2015: 8,1 Mio. t).
Betreiber des Seehafens ist die Seehafen Wismar GmbH, an der die Stadt Wismar zu 90 % und das Land Mecklenburg-Vorpommern zu 10 % beteiligt sind.
Wismar bietet seit 2013 mit dem Columbus Cruise Center Wismar (CCCW) ein Kreuzfahrt-Terminal am Liegeplatz Nr. 17 im Hafenbecken Überseehafen, das 2013 zweimal von Kreuzfahrtschiffen genutzt wurde. Es gab 2014 es zwölf Anläufe mit 14.000 Passagieren; 2016 fanden neun Anläufe statt, 2017 gab es elf Anläufe. Das Terminal wurde bis 2021 modernisiert und verlängert, sodass pro Saison etwa 30 Anläufe möglich sind. Allein für das neue Abfertigungsgebäude wurden 1,6 Mio. Euro ausgegeben, wobei 1,4 Mio. vom Wirtschaftsministerium des Landes finanziert wurden. Für weitere Baumaßnahmen wie Verlängerung des Liegeplatzes, Bau eines neuen Dalbensteges und Straßenbaumaßnahmen auf dem Vorplatz wurden gut 7,4 Mio. Euro verwendet, wovon gut 6,6 Mio. aus Landesmitteln stammen. Im ersten COVID-19-Pandemie-Jahr 2020 gab es 420vPassagiere bei vier Anläufen. Für die Vermarktung als auch für die Abfertigung der Kreuzfahrtschiff-Passagiere am Alten Hafen wurde 2012 die Columbus Cruise Center Wismar GmbH als Tochtergesellschaft der Seehafen Wismar GmbH und der Columbus Cruise Center Bremerhaven GmbH gegründet.
Das Lotswesen im Hafen von Wismar und im vorgelagerten Seegebiet wird von den Mitgliedern der in Warnemünde ansässigen Lotsenbrüderschaft Wismar-Rostock-Stralsund gewährleistet.

#### Alter Hafen

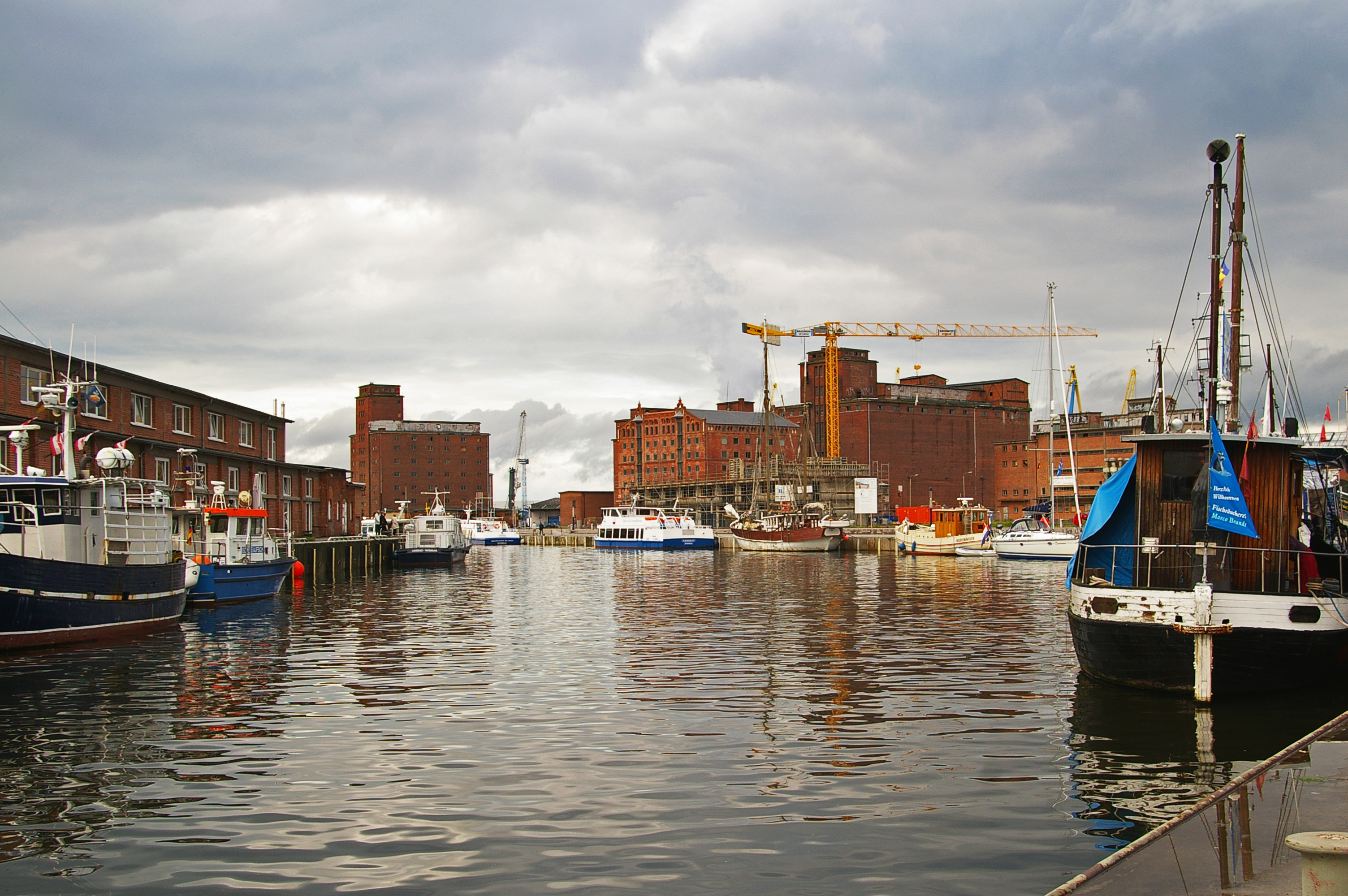
„Alter Hafen“, Blick Richtung Ostsee

Der historische Alte Hafen stammt aus der Ära vor Beginn des Industriezeitalters. Er ist für den Güterumschlag nicht mehr von Bedeutung; stattdessen stellt er sowohl für Einheimische als auch für Touristen einen der attraktivsten Orte Wismars dar. Er ist Heimathafen der Rekonstruktion der Poeler Kogge und Spielort der Festspiele Mecklenburg-Vorpommern. In seiner Nähe befinden sich Hotels und andere Niederlassungen der Gastronomie. Das Baumhaus verdankt seinen Namen dem Umstand, dass die Hafeneinfahrt früher des Nachts aus Sicherheitsgründen mit Hilfe eines quergelegten langen Baumstamms abgesperrt wurde. Das Alte Zollhaus stammt aus dem Jahr 1888. Das Areal mit seinen Speichern wurde ab 1991 saniert und Neubauten entstanden, wie z. B. bis 2017 die aufgereihten Giebelhäuser an der westlichen Kaikante.
Haupterschließungsstraßen sind Am Hafen, Stockholmer Straße, Kopenhagener Straße, Schiffbauerdamm und Alter Holzhafen.

#### Yachthäfen

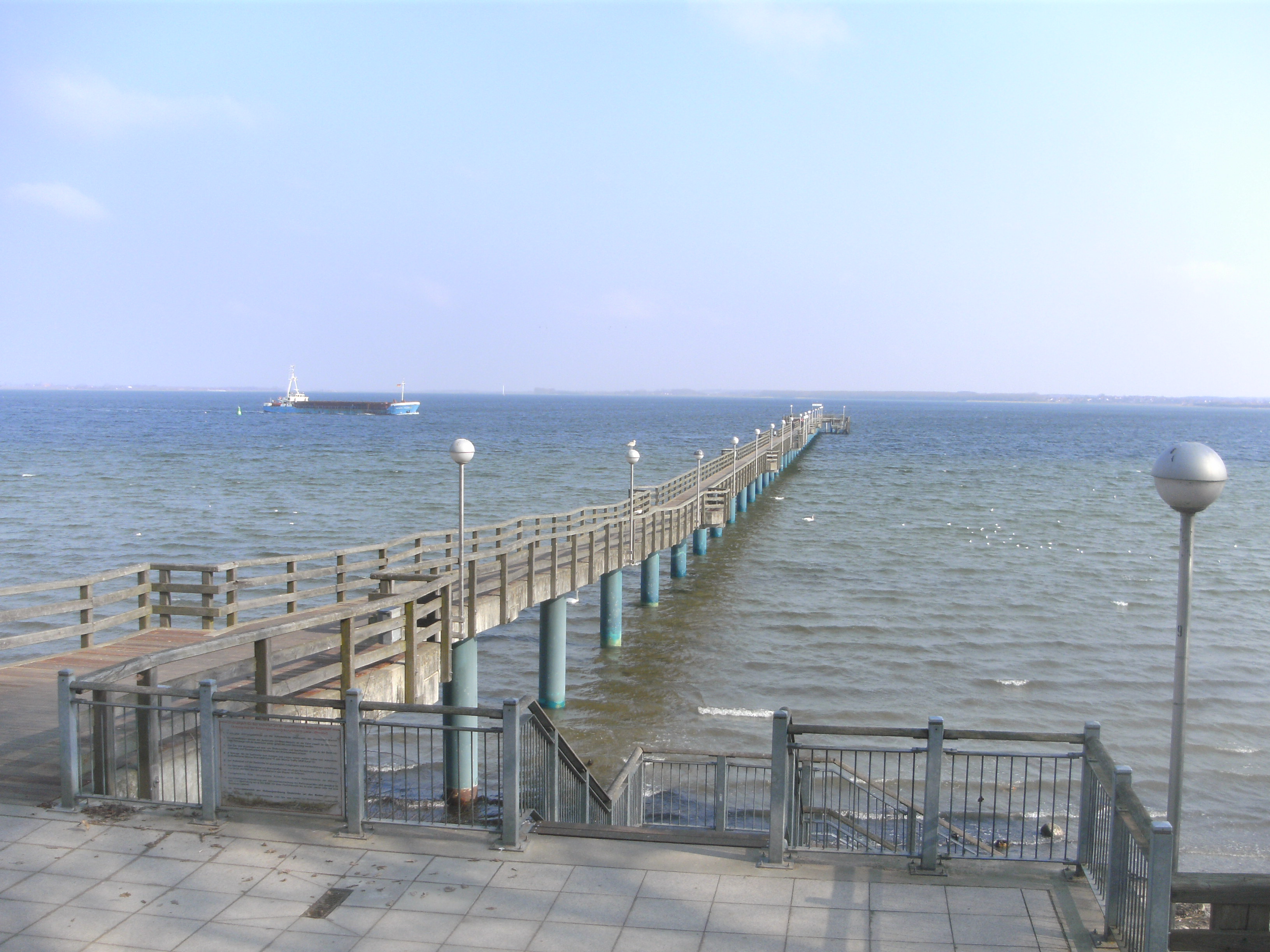
Seesteg von Bad Wendorf an der Wismarer Bucht

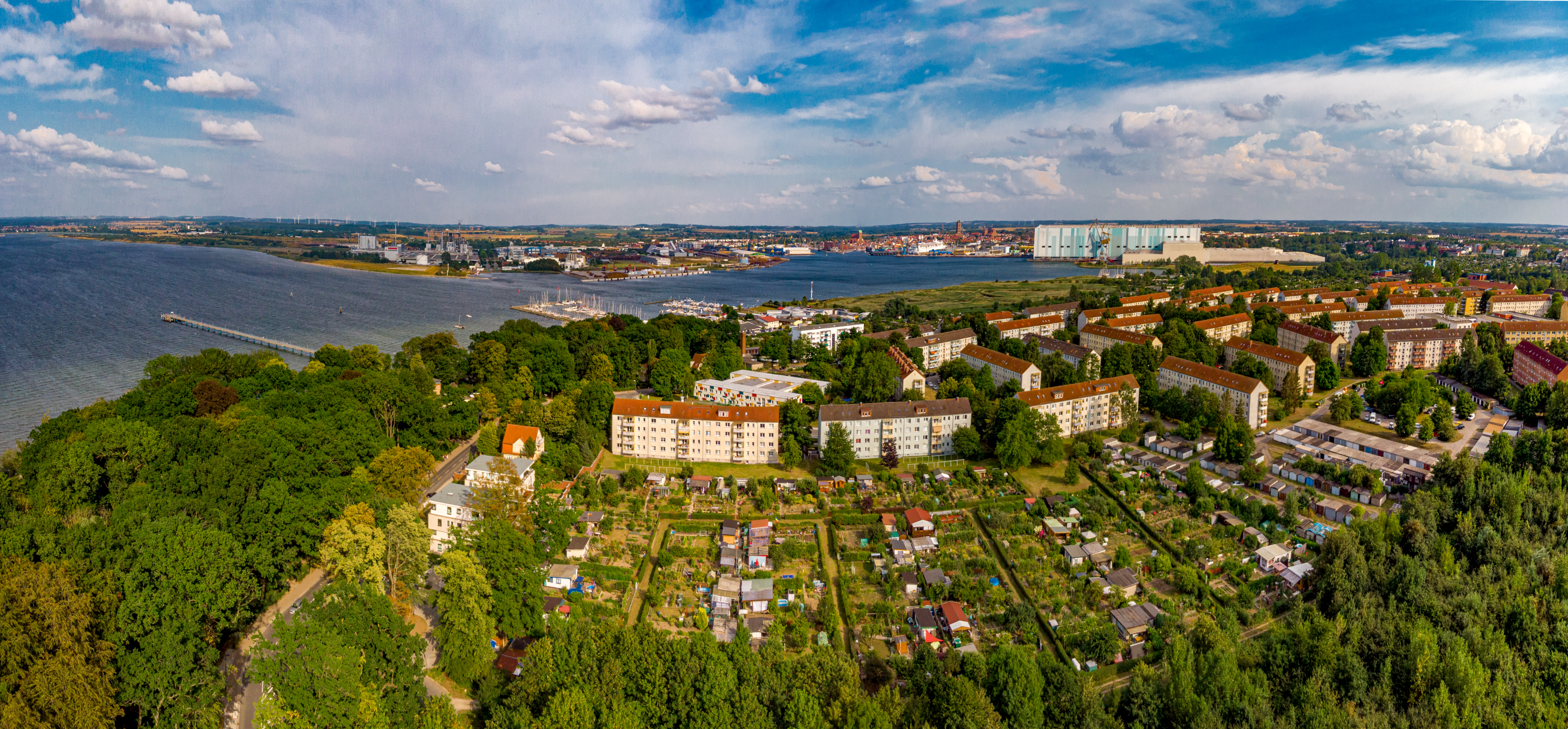
Wismar Wendorf mit Seebrücke und Segelyachthafen

Nahe dem Stadtzentrum befinden sich der Alte Hafen mit für größere Yachten geeigneten Kaianlagen, der Westhafen mit vielen Liegenplätzen für Boote aller Größenordnungen und der südlich des Überseehafens gelegene Wasserwanderrastplatz. Nördlich der Werft liegt der wegen des engen Fahrwassers und des beschränkten Tiefgangs nur für kleinere Boote geeignete Seglerhafen. Nordwestlich des Stadtzentrums befindet sich der Yachthafen Wendorf im gleichnamigen Stadtteil.

### Seebad Wendorf
Der früher als Seebad Wendorf bekannte, 3,5 km nordwestlich von Wismar unmittelbar an der Bucht gelegene Badeort ist von der Stadt als Stadtteil Wendorf eingemeindet worden. Um 1910 bestand Wendorf aus zwei Dörfern und einem Erbpachthof mit insgesamt 240 Einwohnern. Seitdem sind in Wendorf einige Villen sowie zahlreiche Mehrfamilien-Wohnhäuser und Wohnblocks entstanden.
In Strandnähe befindet sich auf einer Anhöhe in einer parkartigen Umgebung ein Hotel, in dem an Wochenenden auch gesellschaftliche Veranstaltungen stattfinden. Der Badestrand ist feinsandig und leicht abfallend, der Wellenschlag gering. 350 m weit in die Wismarbucht hinein reicht die Seebrücke.

### Verkehr

#### Eisenbahnverkehr

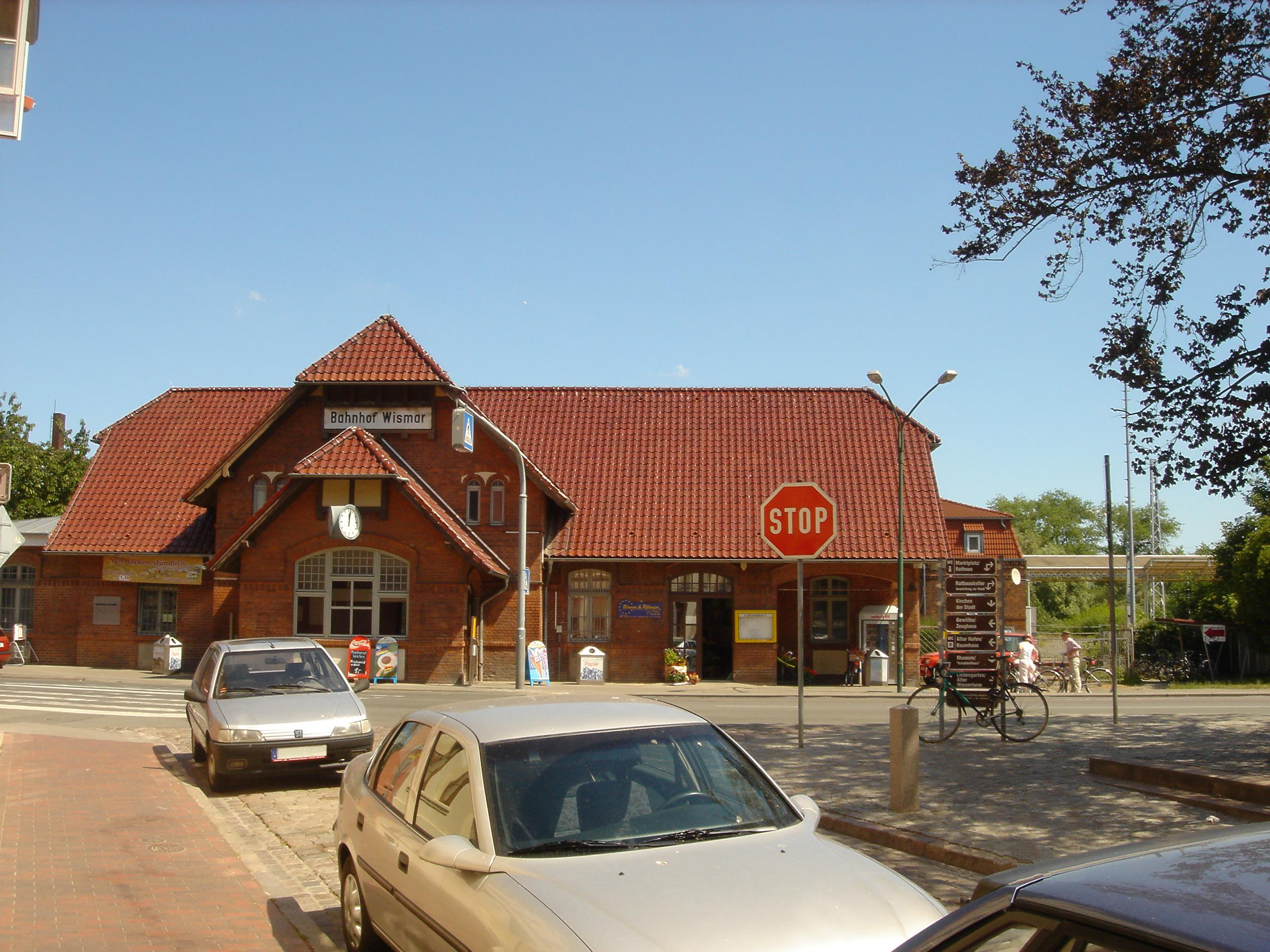
Empfangsgebäude des Bahnhofs Wismar

Wismar liegt an den Eisenbahnstrecken Wismar–Rostock und Ludwigslust–Wismar, die Strecke Wismar–Karow wurde 1998 stillgelegt. Der Bahnhof Wismar befindet sich nordöstlich der Altstadt. Er wird von einer Regional-Express-Linie und zwei Regionalbahnlinien angefahren:
- RE 8: Wismar – Schwerin Hbf – Ludwigslust – Wittenberge – Berlin Hbf – Flughafen BER (zweistündlich)
- RB 11: Wismar – Bad Doberan – Rostock Hbf – Tessin (stündlich)
- RB 17: Wismar – Schwerin – Ludwigslust (zweistündlich)

Die beiden zweistündlich verkehrenden Linien RE 8 und RB 17 ergänzen sich auf dem Abschnitt Wismar–Schwerin Hbf–Ludwigslust zu einem annähernden Stundentakt.

#### Öffentlicher Personennahverkehr
In unmittelbarer Nähe zum Bahnhof befindet sich der Zentrale Omnibusbahnhof. Hier treffen sich fast alle Stadt- und Regionalbuslinien. Die zentrale Haltestelle der Stadtbuslinien ist Am Markt.
Bis Ende 2015 wurde der Stadtbusverkehr vom stadteigenen Entsorgungs- und Verkehrsbetrieb Wismar (EVB) erbracht, ab 2013 unter der Bezeichnung Eigenbetrieb Nahverkehr Nordwestmecklenburg (ENN). Aufgrund der geringen Wirtschaftlichkeit von acht Buslinien wurde Anfang 2013 das Liniennetz umstrukturiert und vereinfacht, die vormaligen Linien G und 242 wurden in die übrigen Linien integriert.
Seit 2016 werden der Stadtbusverkehr Wismar und der Regionalbusverkehr in Nordwestmecklenburg von der NAHBUS Nordwestmecklenburg GmbH (entstanden aus den Grevesmühlener Busbetrieben GmbH und dem Eigenbetrieb Nahverkehr Nordwestmecklenburg) erbracht, teilweise mit dem Unternehmen Bus-Betriebe Wismar GmbH (BBW) als Subunternehmer. Für die beiden Betriebsbereiche gelten unterschiedliche Tarife. Ein Verbundtarif besteht nicht mehr. Stand Januar 2024 existieren folgende Stadtbuslinien; die Taktangaben gelten jeweils für montags–freitags tagsüber:
- Linie 12: Gägelow – Ostseeblick – Seebad Wendorf – Krankenhaus – Friedhof – ZOB – Kagenmarkt (Über Markt, Regelmäßiger Stundentakt)
- Linie 13: Fischkaten – Kagenmarkt – ZOB – Burgwall – Wendenkrug – Ostseeblick – Zierow (Regelmäßiger Stundentakt)
- Linie 14: Dammhusen Gartenstadt – Sporthalle – Markt – ZOB – Dammhusen Gartenstadt (Regelmäßiger Stundentakt)
- Linie 15: Seebad Wendorf – Burgwall – Markt – ZOB – Seebad Wendorf (Regelmäßiger 15-Minuten-Takt)
- Linie 16: Hornstorf – Kritzow – ZOB – Burgwall – Sporthalle – Kluß – Lübow (Regelmäßiger Stundentakt)
- Linie 18: Barnekow – Gartenstadt – Burgwall – Markt – ZOB – Barnekow (Regelmäßiger Stundentakt)

In den Jahren 2022 und 2023 wurden durch Kreistagsbeschlüsse die Orte Lübow, Hornstorf, Zierow und Barnekow ins Wismarer Tarifnetz aufgenommen sowie engere Takte und eine Ausweitung einiger Fahrpläne bis in die Nacht bestimmt.

#### Fahrradverkehr
Wismar ist an einige regionale und internationale Radwanderwege angeschlossen, u. a. an den Ostseeküsten-Radweg, der innerhalb des EuroVelo-Netzwerkes die Ostsee umrundet.

#### Autobahn und Güterverkehr
Wismar ist über die Autobahnen A 20 nach Rostock und Lübeck und A 14 nach Schwerin, die sich im Autobahnkreuz Wismar kreuzen, an das deutsche Autobahnnetz angebunden.
Der Hafen hat einen Anschluss an das europäische Eisenbahnnetz. Etwa 60 Prozent der im Hafen umgeschlagenen Güter werden als Seehafenhinterlandverkehr per Eisenbahn an- oder abtransportiert.

### Güterverkehrsanlagen
Die Deutsche Reichsbahn plante 1987 in Wismar einen vollautomatischen Rangierbahnhof mit Gleisbremstechnik zu erbauen. Die Zu- und Abfuhr von Güterzügen aus einer neugebauten Rangiertechnischen Einrichtung mit einer Gleisharfe mit mehreren 500 m langen Zugbildungsgleisen auf dem Gelände des Platter Kamp war in der Planungsphase. Die Elektrifizierung der Bahn in Wismar im Mai 1987 war eine Voraussetzung. Grund für diese große Investition war die Option der Verlegung des Tschechen-Hafens von Hamburg nach Wismar. Der Transitumschlag über Hamburg in die Tschechisch-Slowakische Volksrepublik ließ in den 1980er Jahren nach, eine Verlegung zum Hafen Wismar mit Abfuhr auf dem Schienenweg war wirtschaftlicher als der Abtransport der Güter mit der Binnenschifffahrtsgesellschaft ČSPLO auf der Elbe. Mit dem vorgelagerten Rangierbahnhof Bad-Kleinen sollte die Verkehrsleistungen realisiert werden. Die politische Wende zerschlug das Vorhaben schon 1990. 2022 wirbt der Seehafen Wismar unter – Anbindung Schiene – mit: Der hafeninterne Rangierbahnhof mit 18 Gleisen bietet beste Voraussetzungen für die Bildung von Ganzzügen. Amtlich geeichte dynamische Gleiswaagen stehen unseren Bahnkunden zur Verfügung.

## Infrastruktur

### Allgemein
- Die Stadtbibliothek der Hansestadt Wismar wird von einem Förderverein unterstützt. Sie führt eine Kinderbibliothek und hat Angebote für Schulklassen sowie Projekte zur Leseförderung. Seit 2010 gibt es eine Kooperation mit der Landeshauptstadt Schwerin, die den Lesern die Nutzung der digitalen Bestände beider Stadtbibliotheken ermöglicht. Es handelt sich um die erste interkommunale Kooperation dieser Art in Deutschland.
- Das Stadtarchiv der Hansestadt Wismar kann als Gedächtnis der Stadtverwaltung bis ins Mittelalter zurückblicken. Wismarer Beiträge nennt sich die Schriftenreihe des Archivs.
- Am 1. Dezember 2012 wurde mit dem 2500 m² großen phanTECHNIKUM in Wismar eine der größten Technikausstellungen in Mecklenburg-Vorpommern eröffnet.

### Bildung

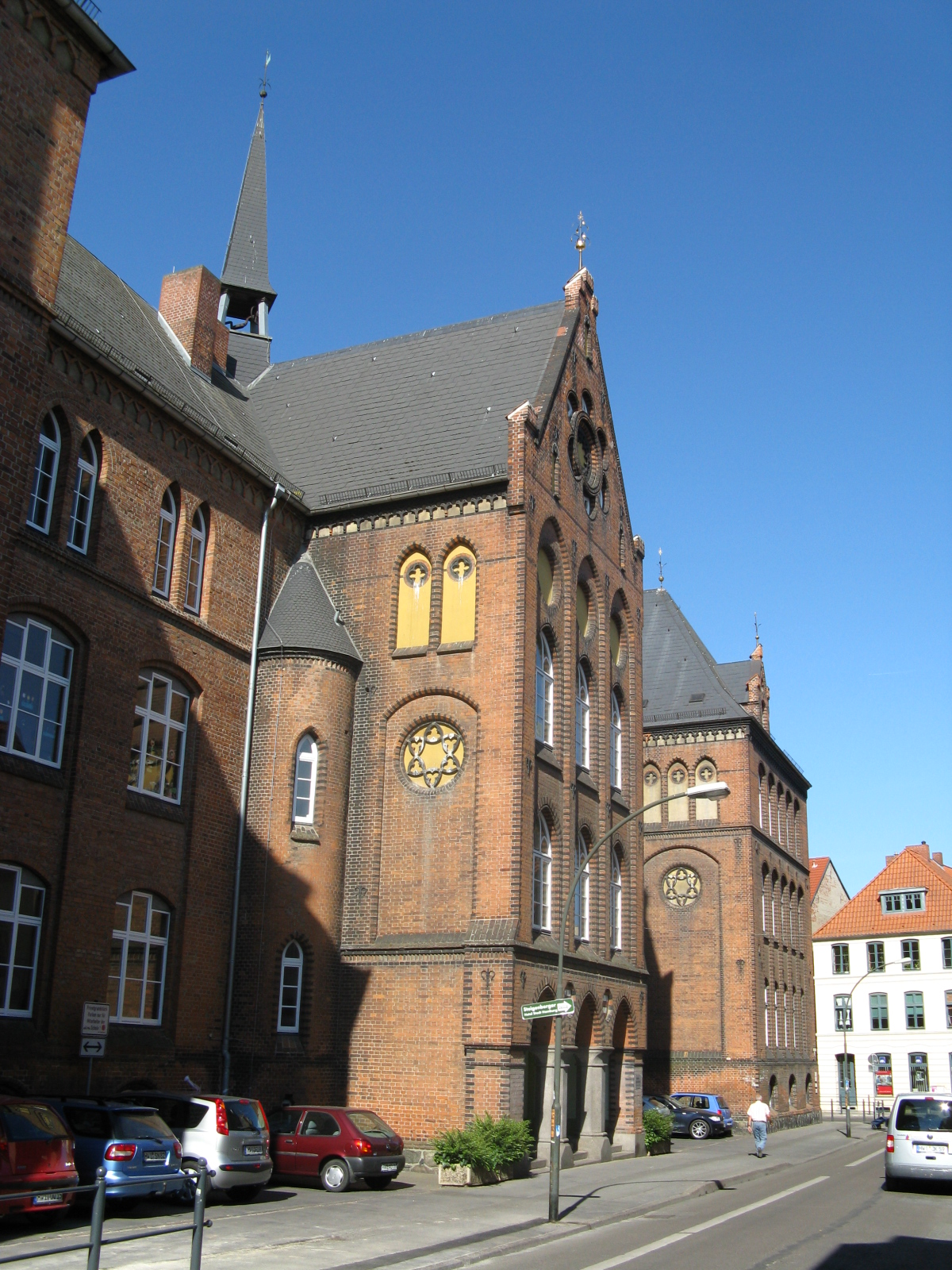
Goethe-Schule, 1878–1890 errichtet auf dem Gelände des ehemaligen Schwarzen Klosters

#### Schulen
- sechs Grundschulen
  - Seeblick-Grundschule (Wendorf)
  - Grundschule am Friedenshof (Friedenshof)
  - Rudolf-Tarnow-Schule (Kagenmarkt)
  - Fritz-Reuter-Schule (Altstadt)
  - Hanse-Grundschule (Friedenshof)
  - Evangelische Grundschule Robert Lansemann
- regionale Schulen
  - Ostsee-Schule (Wendorf) mit einer Klasse des Produktiven Lernens
  - Bertolt-Brecht-Schule (Friedenshof)
  - Integrierte Gesamtschule (IGS) Johann Wolfgang von Goethe (ehemals Dominikanerkloster) (Altstadt)
- Gymnasien
  - Gerhart-Hauptmann-Gymnasiums
  - Geschwister-Scholl-Gymnasium
- zwei Förderschulen
- zwei Privatschulen
- Verbund der fünf bestehenden Berufsschulzentren mit integrierten Fachgymnasien für Wirtschaft und Metalltechnik
- Musikschule

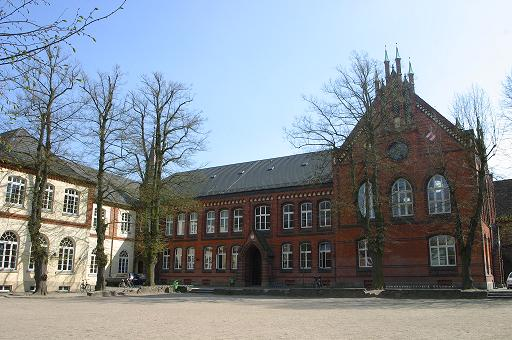
Große Stadtschule

Nach der erfolgten Eingliederung der Außenstelle (ehem. Helene-Weigel-Gymnasium) des Gerhart-Hauptmann-Gymnasiums zum Haupthaus in der Dahlmannstraße wird dies neben dem Geschwister-Scholl-Gymnasium (Große Stadtschule) weiter bestehen. Nach einigen Jahren rückläufiger Schülerzahlen in den Einstiegsklassen war dieser Schritt notwendig geworden. Durch Schüler- und Lehrertransfers innerhalb der Schulwochen kann eine größere Bandbreite an Kursen in der Oberstufe geboten werden.

#### Hochschule
Eine der wichtigsten Bildungseinrichtungen Wismars ist die Hochschule Wismar. Dort gab es Wintersemester 2013/14 über 8000 Studenten aus Deutschland und dem Ausland.

### Soziale Einrichtungen
- Arbeiter-Samariter-Bund (ASB) mit der Kontakt- und Informationsstelle
- Arbeiterwohlfahrt (AWO) mit sozialen Diensten
- Caritas Mecklenburg
- Christliches Jugenddorfwerk Deutschland
- Das Boot Wismar, Verein zur Förderung seelischer Gesundheit und Integration
- Deutsches Rotes Kreuz (DRK), Kreisverband Wismar
- Diakonie mit sozialen Diensten und betreutem Wohnen
- Malteser Hilfsdienst
- Ökumenischer Kirchenladen als Begegnungszentrum
- Beratungsstelle der katholischen Kirche
- Volkssolidarität Stadtverband Wismar
- Weißer Ring
- Wismarer Tafel

### Sport
In Wismar gibt es zahlreiche Sportvereine. Der bekannteste Vertreter Wismars im Fußball ist der FC Anker Wismar, der in der Saison 2023/24 in der fünftklassigen Oberliga Nordost spielt. Die Mannschaft trägt ihre Heimspiele im Kurt-Bürger-Stadion aus. Mitgliederstärkster Sportverein ist allerdings die für ihre Handball-Damenmannschaft bekannte TSG Wismar.
Seit 2009 existiert mit dem Freibeuter Rugby-Club unter dem Dach des Wismarer Polizeisportvereins auch eine sowohl im klassischen als auch olympischen Rugby aktive Mannschaft. In der Saison 2015/16 spielt sie in einer Spielgemeinschaft mit den Dierkower Elchen und einer Auswahl der Universität Greifswald in der drittklassigen Verbandsliga Nord.
Seit den 1870er Jahren bestand in Wismar darüber hinaus ein angesehener Ruderverein. Nach einem tödlichen Unglück, bei dem vier junge Ruderer und ein Steuermann in den Fluten der Ostsee ums Leben gekommen waren, löste sich der Ruderverein jedoch 1961 auf.

### Freizeit

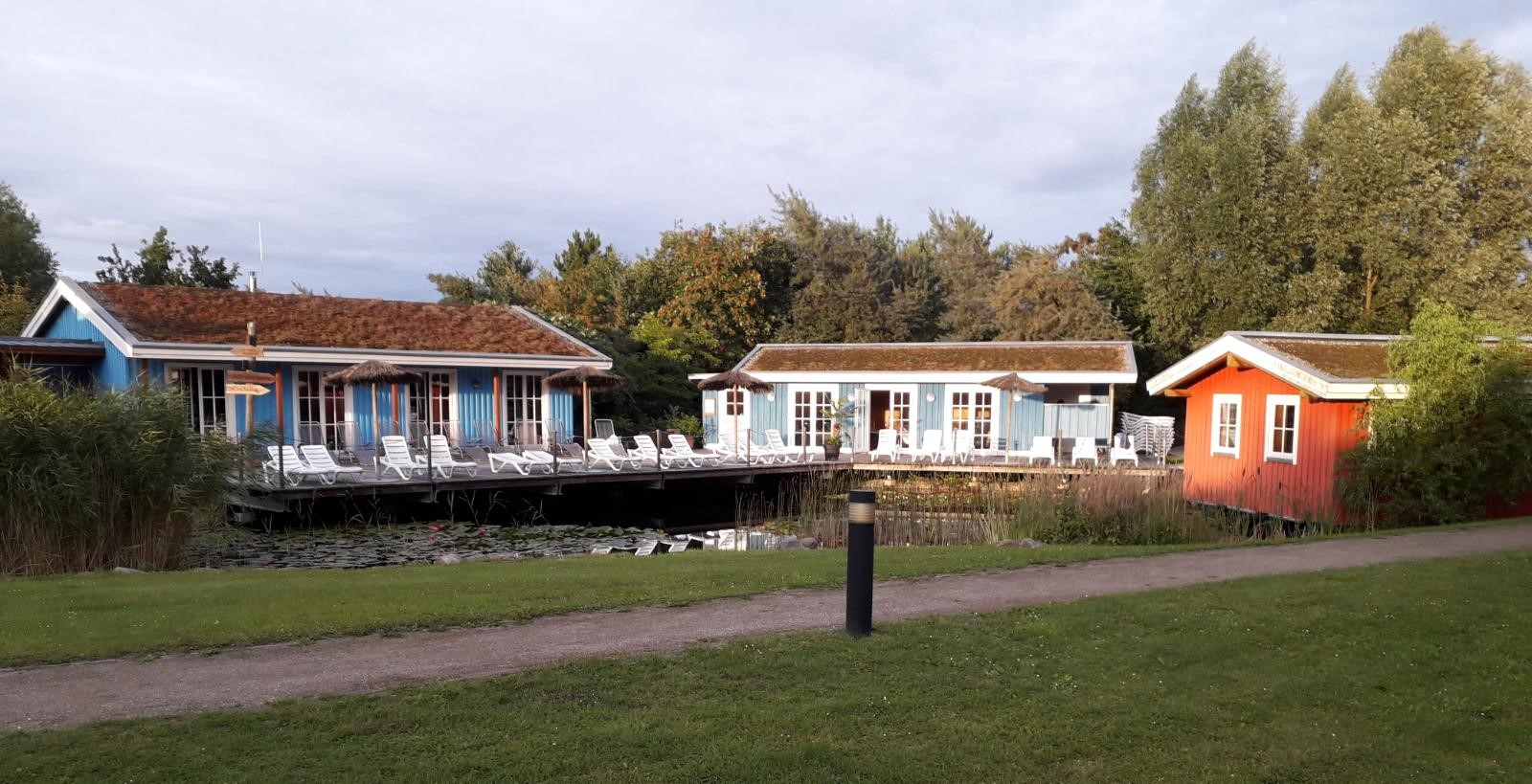
Außenbereich der Saunalandschaft im Wonnemar Wismar, Abenddämmerung im Sommer 2021

Mit dem Wonnemar wurde 2000 ein Erlebnis- und Sportbad eröffnet. Dieses wird nicht nur von Einheimischen und Touristen stark frequentiert, sondern auch für den Schul- und Mannschaftssport genutzt. Es ist ein Anziehungspunkt für Jung und Alt mit Erlebnisbereich, z. B. Wellenbad, Erlebnisbad, aber auch mit großer Wellness- und Saunalandschaft. Auch Massagen können gebucht werden. Angrenzend befindet sich ein Hotel.

### Presse und TV
In Wismar erscheint die Ostsee-Zeitung mit einer Regionalausgabe. Daneben erscheinen mehrere kostenlose Anzeigenblätter. Dazu gehören der Ostsee Anzeiger (ehemals Wismarer Anzeiger), der Blitz, die Wismar-Zeitung und der Stadtanzeiger.
In Wismar gibt es mit wismar tv einen Stadtsender, in dem neben Ratgebersendungen, Berichten von Veranstaltungen in der Stadt auch Werbesendungen produziert werden.

### Ältere Literatur
- Dietrich Schröder (1670–1753): Kurze Beschreibung der Stadt und Herrschaft Wismar – Was betrifft die weltliche Historie derselben, mehrentheils aus allerhand schriftlichen Urkunden, zur Erläuterung der Mecklenburg weltlichen Historie, den Liebhabern mitgetheilt. 1858 (Onlineversion in der Volltextbibliothek Lexikus).
- Franz Schildt: Geschichte der Stadt Wismar bis zum Ende des 13. Jahrhunderts. 1871.
- Friedrich Crull: Die Rathslinien der Stadt Wismar. Halle 1875, Nachdruck 2005, ISBN 3-487-12082-8. (Original in Digitale Bibliothek) (Digitalisat, Google).
- Wismar. In: Meyers Konversations-Lexikon. 4. Auflage. Band 16, Verlag des Bibliographischen Instituts, Leipzig/Wien 1885–1892,  S. 695.
- Friedrich Schlie: Die Kunst- und Geschichts-Denkmäler des Grossherzogthums Mecklenburg-Schwerin. II. Band: Die Amtsgerichtsbezirke Wismar, Grevesmühlen, Rehna, Gadebusch und Schwerin. Schwerin 1898 (Neudruck: Schwerin 1992, ISBN 3-910179-06-1, S. 1–221).
- Gustav Willgeroth: Bilder aus Wismars Vergangenheit. Wismar 1903 (Neudruck: Schwerin 1997, ISBN 3-932370-41-4).
- Friedrich Techen: Geschichte der Seestadt Wismar. Wismar 1929.
- Rudolf Kleiminger: Das graue Mönchenkloster in Wismar. Ein Beitrag zur Erschließung der Bauweise der Franziskaner in Mecklenburg. Eberhardtsche Hof- und Ratsbuchdruckerei, Wismar 1934.
- Werner Burmeister: Seestadt Wismar. (Deutsche Lande – Deutsche Kunst). 2. Auflage, Berlin 1938
- Rudolf Kleiminger: Das Schwarze Kloster in Seestadt Wismar. Ein Beitrag zur Kultur- und Baugeschichte der norddeutschen Dominikanerklöster im Mittelalter. Neuer Filser-Verlag, München 1938.

### Neuere Literatur
- Rudolf Kleiminger: Das Heiligengeisthospital von Wismar in sieben Jahrhunderten. Ein Beitrag zur Wirtschaftsgeschichte der Stadt, ihrer Höfe und Dörfer. (Abhandlungen zur Handels- und Sozialgeschichte. Band 4). Böhlau, Weimar 1962, DNB 452436974.
- Günter Gloede (Bearb.): Kirchen im Küstenwind. Kirchen in und um Wismar. Band II. Berlin 1978 (mit Fotografien von Wolfhard Eschenburg).
- Gerd Baier, Thomas Helms: Die Bau- und Kunstdenkmale in der mecklenburgischen Küstenregion. Mit den Städten Rostock und Wismar. Berlin 1990, ISBN 3-362-00523-3, S. 124–225 (Fotografien von Thomas Helms).
- Rudolf Kleiminger: Geschichte der Großen Stadtschule zu Wismar von 1541–1945. Kiel 1991, ISBN 3-88312-087-1.
- Ingo Ulpts: Die Bettelorden in Mecklenburg. (Saxonia Franciscana. Band 6). Werl 1995, ISBN 3-87163-216-3.
- Angela Pfotenhauer, Elmar Lixenfeld: Wismar und Stralsund – Welterbe. (Monumente-Edition, Monumente-Publikation der Deutschen Stiftung Denkmalschutz). Bonn 2004, ISBN 3-936942-55-2.
- Christine Decker: Wismar 1665. Eine Stadtgesellschaft im Spiegel des Türkensteuerregisters. Münster/Hamburg/Berlin u. a. 2006, ISBN 3-8258-9192-5.
- Carl Christian Wahrmann: Aufschwung und Niedergang. Die Entwicklung des Wismarer Seehandels in der zweiten Hälfte des 17. Jahrhunderts. (Kleine Stadtgeschichte. Band 4). Berlin 2007, ISBN 978-3-8258-0098-7.
- Anke Wiebensohn: Die Integration Wismars in das Herzogtum Mecklenburg nach 1803. (Schriftenreihe der David-Mevius-Gesellschaft. Band 9). Kovac, Hamburg 2015, ISBN 978-3-8300-8375-7.
- Christian Roedig: Beifallsstürme, Hochrufe und Lorbeerkränze. Wismars Theaterleben vom Kaiserreich zur Weimarer Republik. (Findbücher, Inventare und kleine Schriften des Archivs der Hansestadt Wismar. Band 4). Callidus, Wismar 2016, ISBN 978-3-940677-76-1.

## Medien
Filme und Fernsehen
- Nosferatu – Eine Symphonie des Grauens – früher Vampirfilm aus dem Jahr 1922, gedreht von F. W. Murnau in Wismar, Rostock und Lübeck
- Unser Hafen – DEFA-Dokumentarfilm unter der Regie von Roland Eisenmenger aus dem Jahr 1958[72]
- Der neue Fimmel – DEFA-Kinderfilm von Walter Beck aus dem Jahr 1960[73]
- … und abends Gäste – DEFA-Dokumentarfilm unter der Regie von Heinz Müller aus dem Jahr 1960[74]
- Leben auf der Fischerkoppel – DEFA-Dokumentarfilm unter der Regie von Dieter Schumann aus dem Jahr 1989[75]
- SOKO Wismar – Fernsehserie im ZDF seit 2004. Die Dreharbeiten finden zu einem großen Teil in Wismar und Umgebung statt
- Das Geheimnis meines Vaters – Deutschlands erste Kriminovela, Ausstrahlung 2006 im Ersten
- mehrere Folgen der Reihe Polizeiruf 110
- Die Versuchung – TV-Film mit Thekla Carola Wied, ARD 2004
- Wadans Welt – Dokumentarfilm über die Wadan Yards MTW (Heute „MV Werften“), 2011